# Libero consorzio comunale di Ragusa
Il libero consorzio comunale di Ragusa è un libero consorzio comunale di 321 489 abitanti della Sicilia, con capoluogo Ragusa. È subentrato il 4 agosto 2015 alla soppressa provincia regionale di Ragusa, istituita il 2 gennaio 1927, durante il ventennio fascista.
Il consorzio ha una superficie di 1.614 km² e una densità abitativa di circa 195 abitanti per km²; comprende dodici comuni: Ragusa, Acate, Chiaramonte Gulfi, Comiso, Giarratana, Ispica, Modica, Monterosso Almo, Pozzallo, Santa Croce Camerina, Scicli e Vittoria. Confina con i liberi consorzi di Siracusa e Caltanissetta, e con la città metropolitana di Catania; la sua parte meridionale si affaccia sul mar Mediterraneo. Le città di Ragusa, Modica e Scicli (facenti parte dell'antico Val di Noto del Regno di Sicilia) dal 25 giugno 2002 sono riconosciute quali Patrimonio dell'umanità da parte dell'UNESCO.

## Geografia fisica

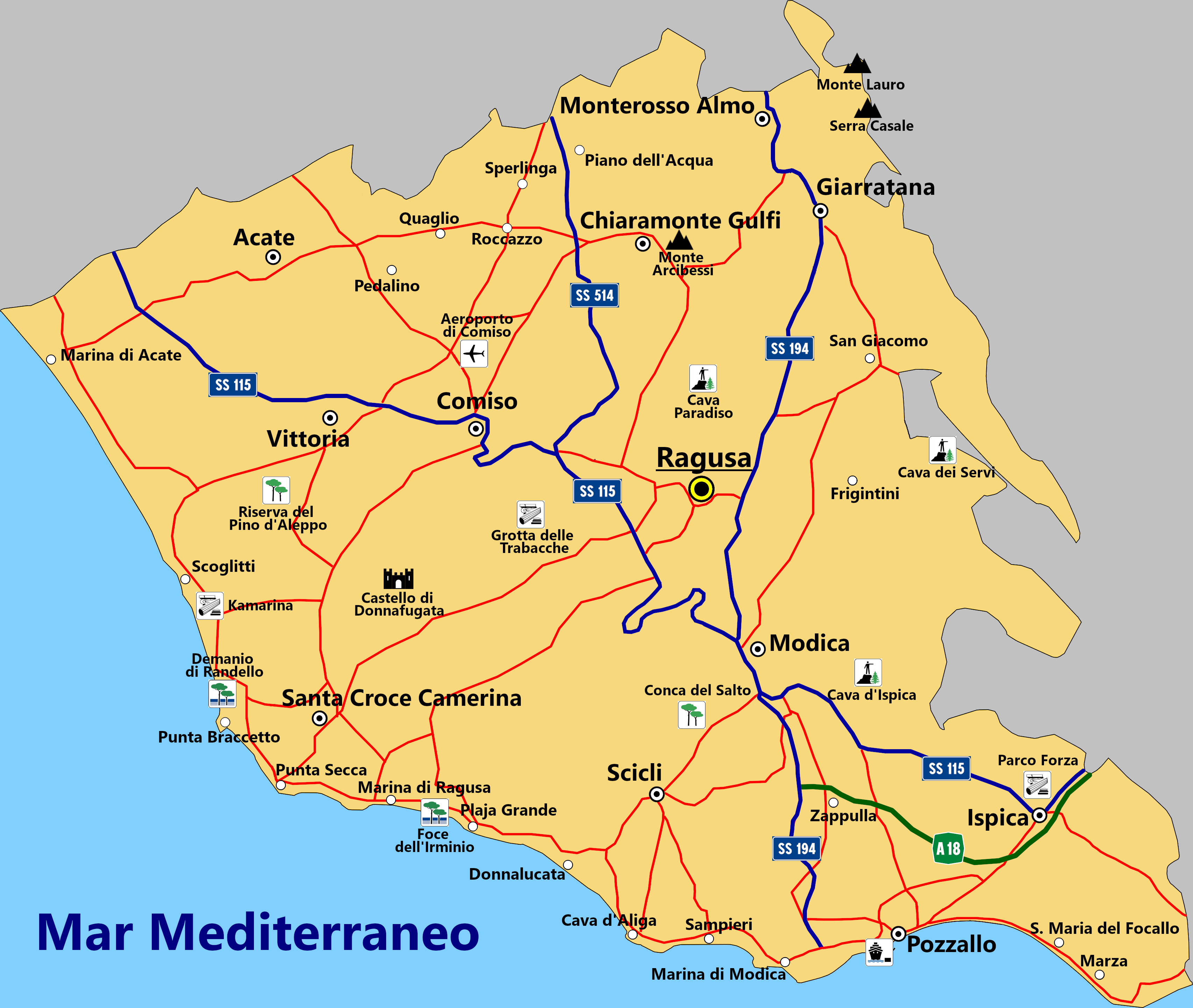
Mappa del libero consorzio comunale di Ragusa, 2024

### Monti e pianure

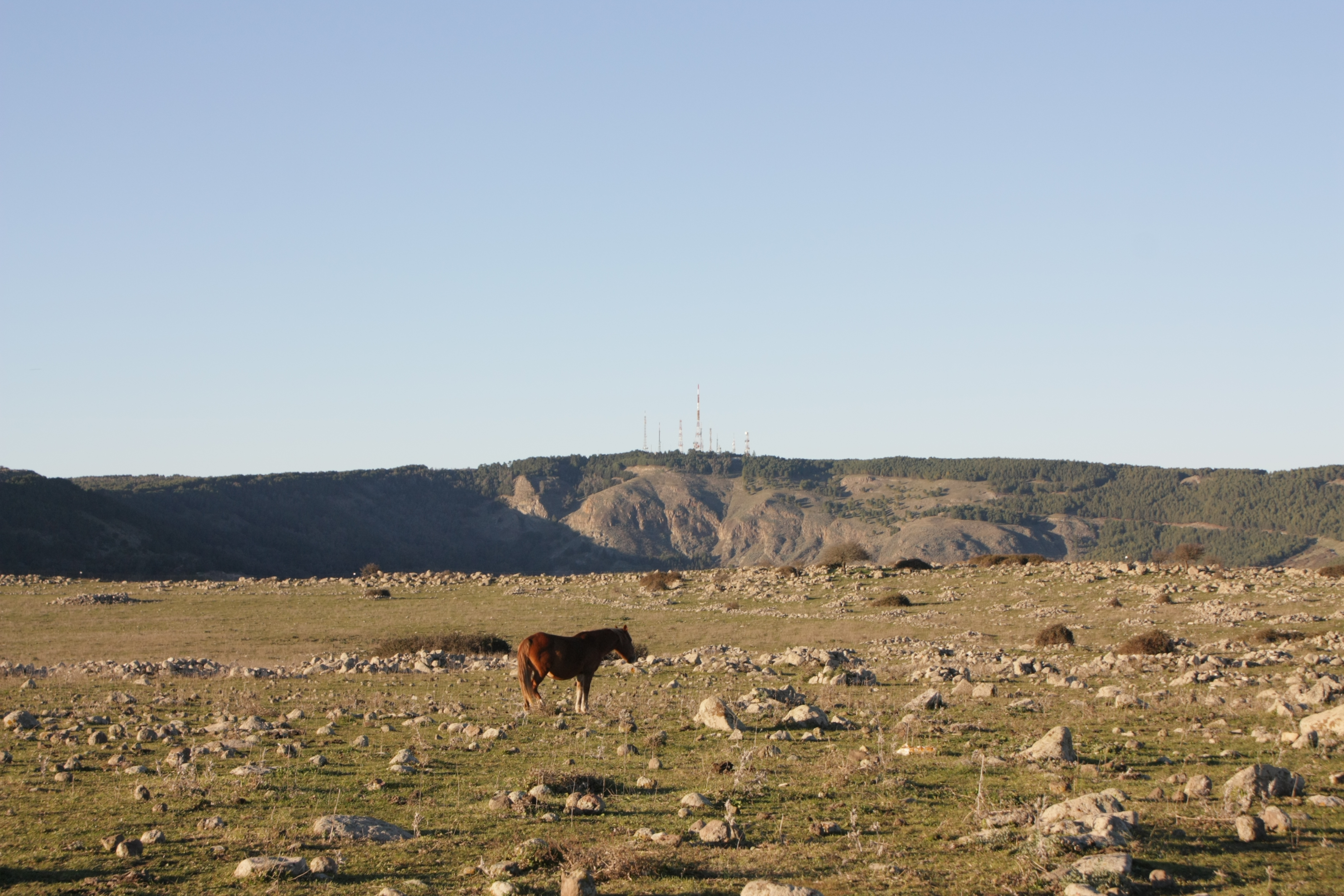
Monte Lauro visto da Monte Casale, Natale 2017

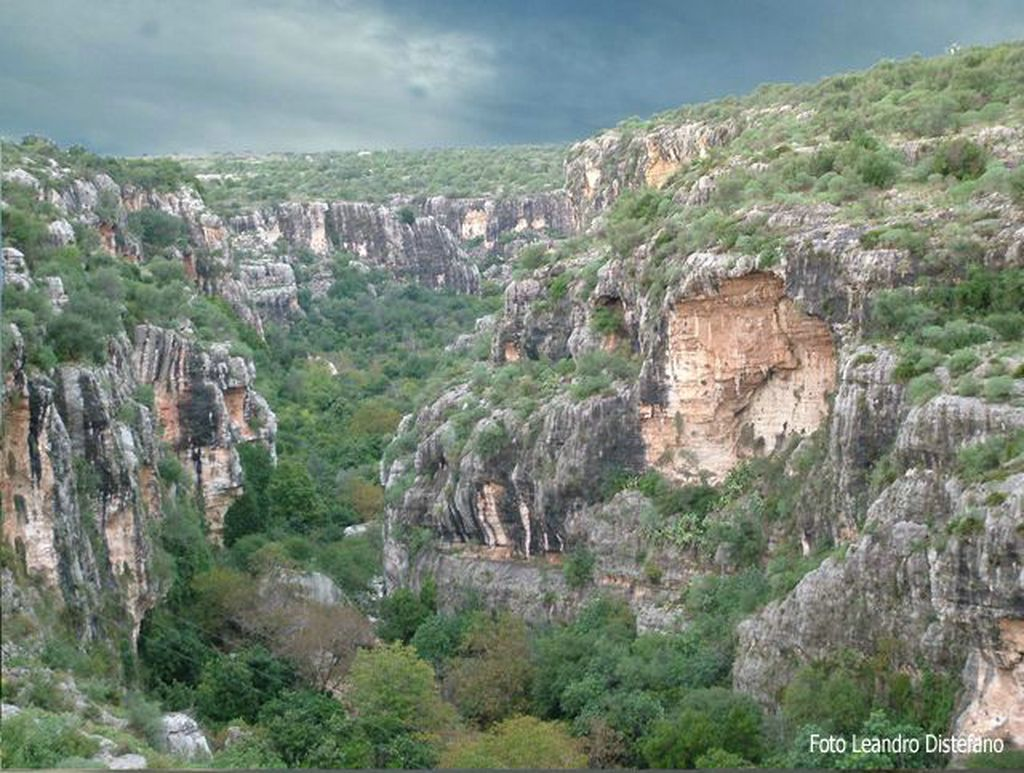
La Cava d'Ispica, 2007

Il territorio è costituito in prevalenza, per circa due terzi, da colline; la sua parte centrale costituisce l'altopiano ibleo, con un'altitudine media compresa tra i 400 e i 600 metri s.l.m.. I picchi più elevati del territorio del consorzio comunale si trovano ai suoi confini settentrionali. I rilievi maggiori sono il Monte Lauro (987 m), il Monte Casale (910 m) e il Monte Arcibessi (906 m).
Le uniche pianure presenti sul territorio si trovano nella sua parte occidentale, dove si sviluppa la piana di Vittoria e, all'estremità orientale, nel territorio comunale di Pozzallo e parzialmente in quello di Ispica.
La geomorfologia dell'altopiano ibleo è molto variegata. Il territorio spesso degrada verso il mare con un progressivo terrazzamento e con incisioni profonde delle colline, dette "cave", disposte generalmente in direzione sud. Tali cave, che sono il risultato dell'erosione dei fiumi nel lungo corso delle ere geologiche, presentano frequentemente delle improvvise variazioni di livello, rispetto al fondo (anche di 200 m), come si riscontra nel caso del fiume Irminio. Andando verso la costa, si alternano falesie calcarenitico-sabbiose e piccole pianure alluvionali marnose o argillose, che spesso formano paludi costiere (quasi tutte prosciugate), delimitate da dune sabbiose. In altre località (Marina di Ragusa, Cava d'Aliga e Pozzallo) si protendono invece sul mare, con scogliere di modesta elevazione.
La parte centrale, nota come Tavolato ibleo, è costituita da formazioni vulcanitiche come il Monte Lauro, che ne è la massima elevazione, segmentate da un complesso sistema di faglie.
È in questo sistema che si inquadrano le strutture geologiche che, nell'area attorno a Ragusa, determinano affioramenti di petrolio, con concentrazioni asfalto-bituminose. In passato la pietra scura presente in tali aree, meglio conosciuta come "pietra-pece", veniva utilizzata come materiale da costruzione e caratteristica decorazione. Fino alla seconda guerra mondiale tale pietra veniva estratta in grandi quantità e trasportata con i treni merci della ferrovia a scartamento ridotto dell'Anapo al Porto di Siracusa; trasportata via mare agli impianti di trattamento, era oggetto di lavorazione per estrarne gli idrocarburi in essa contenuti.

### Fiumi e laghi

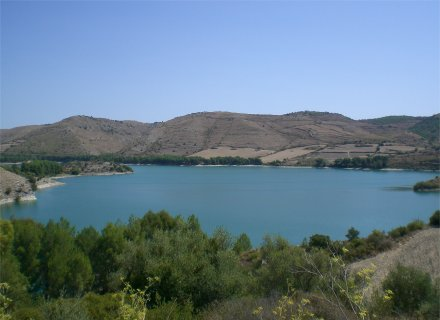
Lago di santa Rosalia, 2007

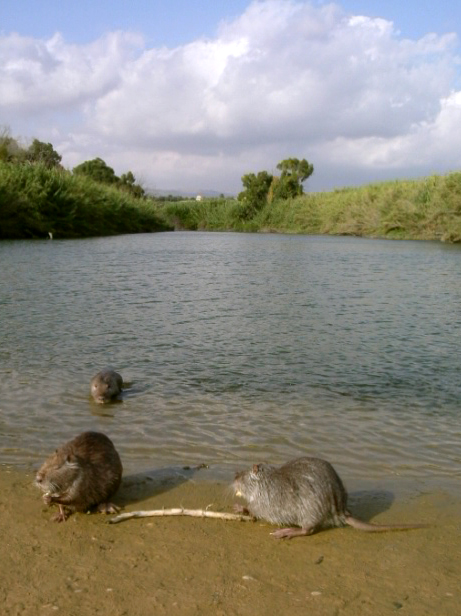
Nutrie presso la foce del fiume Irminio, 2003

Non vi sono fiumi di grande portata: sono definiti "fiumi" l'Irminio, il Dirillo, il Tellaro e l'Ippari; degno di nota è il Tellesimo. Il rimanente dei corsi d'acqua sono a carattere torrentizio e nello specifico territoriale prendono il nome di "cave".
| Fiume   | lunghezza | Libero consorzio comunale/Città metropolitana |
| ------- | --------- | --------------------------------------------- |
| Irminio | 55 km     | Ragusa                                        |
| Dirillo | 54 km     | Ragusa - Caltanissetta - Catania              |
| Tellaro | 45 km     | Ragusa - Siracusa                             |

| Fiume             | lunghezza | Libero consorzio  |
| ----------------- | --------- | ----------------- |
| Ippari            | 28 km     | Ragusa            |
| Fiumara di Modica | 22 km     | Ragusa            |
| Tellesimo         | 14 km     | Ragusa - Siracusa |

Non solo presenti laghi naturali; due bacini artificiali sono stati costruiti tra gli anni settanta e i primi anni ottanta, il lago Santa Rosalia che si trova nel comune di Ragusa e il lago Dirillo, che ricade in parte sul territorio di Monterosso Almo.
La fascia costiera ragusana comprendeva, nei tempi antichi, numerose paludi e pantani che in parte, nel corso di bonifiche occorse tra gli anni trenta e sessanta, vennero prosciugati.
In territorio di Ispica sono presenti le uniche superfici lacustri naturali rimaste: i pantani salati, Longarini, Bruno e Gorgo Salato; gli altri, il pantano Gariffi e il pantano Arezzi sono invece di acqua dolce. Tra il promontorio di Kamarina e Scoglitti si estendeva la Palude di Kamarina, formatasi al riparo dalle dune di sabbia alla foce dell'Ippari che fu prosciugata dai coloni greci nel III secolo a.C..

### Coste e isole
La linea costiera del consorzio comunale è bagnata, a sud, dal Mar Mediterraneo tra la foce del fiume Dirillo e il Pantano Longarini. La spiaggia, detta I Macconi, tra la foce del Dirillo e la foce dell'Ippari, è sabbiosa e lunga. Più oltre, in direzione di Punta Secca, la costa diventa rocciosa, alternando piccole spiagge e scogliere. Tra Marina di Ragusa e Cava d'Aliga il litorale è prevalentemente sabbioso e riprende ad essere roccioso fino a Punta Religione, intervallando falesie e piccole spiagge come quella di Sampieri, costituita da finissima sabbia dorata. Tra Pozzallo e Punta Ciriga tornano nuovamente a prevalere le spiagge sabbiose. In corrispondenza di Punta Ciriga si trovano, l'isola di Iannuzzo e l'isola dei Porri.
|                     | \| Isola \| lunghezza max \| località \| \| ------------------- \| ------------- \| ---------------------------------- \| \| Scoglio di fuori \| 18 m \| Scoglitti (Vittoria) \| \| Scoglio della secca \| 180 m \| Punta Secca (Santa Croce Camerina) \| \| Isola dei Porri \| 140 m \| Santa Maria del Focallo (Ispica) \| \| Isola di Iannuzzo \| 20 m \| Marza (Ispica) \| |                                    |
| Isola               | lunghezza max | località                           |
| Scoglio di fuori    | 18 m | Scoglitti (Vittoria)               |
| Scoglio della secca | 180 m | Punta Secca (Santa Croce Camerina) |
| Isola dei Porri     | 140 m | Santa Maria del Focallo (Ispica)   |
| Isola di Iannuzzo   | 20 m | Marza (Ispica)                     |

### Clima
L'orografia complessa dell'area comporta la presenza di differenti tipologie climatiche.
Nelle aree più meridionali e costiere la piovosità è in genere scarsa: una media dei rilevamenti del trentennio 1961-1990, registrati dalle due stazioni di rilevamento di Gela, e di Cozzo Spadaro evidenzia, per il trimestre giugno-agosto, precipitazioni di appena 2–3 mm di pioggia. In inverno la piovosità sale a 45–60 mm (ottobre-febbraio), con una punta di 71 mm nel mese di ottobre, soltanto nella seconda località. L'umidità relativa media è invece significativa e risulta maggiore nelle aree pianeggianti del vittoriese, dove per tutto l'anno si mantiene a una media del 72-79%. Sostanzialmente simile, salvo una flessione al 66-69% nel trimestre giugno-agosto, quella dell'area tra Ispica, Pozzallo e Marina di Ragusa.
Diversa invece è la quantità di pioggia che cade sulle zone elevate dell'altopiano, dove in autunno, inverno e primavera i livelli di piovosità sono più elevati. Nella zona di Acate la quantità di pioggia annua varia tra i 205 mm dell'anno meno piovoso e i 588 mm dei picchi, mentre nell'area di Chiaramonte Gulfi l'oscillazione è compresa tra 377 e 1481 mm complessivi.
I venti si mantengono in genere moderati, al disotto degli 8,5 nodi con prevalenza da ovest-sud-ovest. I mesi meno ventosi sono giugno per l'area occidentale e settembre per quella orientale.
Anche la temperatura media annua è correlata, in linea di massima, con la quota altimetrica: si va dai 13°-14° dell'area montana (tra Chiaramonte Gulfi, Monterosso Almo e Giarratana) ai 14°-15° del capoluogo, per finire con i 18°-19° delle aree in prossimità della costa. Per quanto riguarda la media delle temperature massime del mese più caldo, il valore è simile in tutta l'area: 30°. Unica eccezione la zona di Vittoria, che riporta un valore leggermente inferiore. Le temperature medie del mese più freddo sono invece differenti: 2°-4° nell'area montana, 4°-6° nel ragusano e 6°-8° nel rimanente territorio. L'escursione termica è notevolissima nell'area montana: la sua media annua raggiunge i 17°.
Nelle aree più a sud e in quelle costiere non sono presenti stazioni meteorologiche, ma un'indicazione di massima può venire dai dati rilevati dalle stazioni presenti nei limitrofi liberi consorzi comunali di Siracusa e Caltanissetta (Gela e Cozzo Spadaro): i valori e i dati statistici possono essere assimilati a quelli dei territori confinanti, dato che le stazioni rilevatrici sono ubicate a pochi chilometri dai confini con il Libero consorzio comunale di Ragusa.
| COZZO SPADARO (51 metri s.l.m.) | Gen | Feb | Mar | Apr | Mag | Giu | Lug | Ago | Set | Ott | Nov | Dic | Anno |
| ------------------------------- | --- | --- | --- | --- | --- | --- | --- | --- | --- | --- | --- | --- | ---- |
| Temperatura massima media (°C)  | 15  | 15  | 17  | 19  | 22  | 26  | 30  | 30  | 28  | 24  | 20  | 17  | 21,9 |
| Temperatura minima media (°C)   | 9   | 9   | 10  | 12  | 15  | 19  | 21  | 22  | 21  | 17  | 14  | 11  | 15   |
| Piogge (mm)                     | 61  | 43  | 33  | 18  | 13  | 27  | 2   | 5   | 25  | 78  | 51  | 71  | 427  |

| GELA (33 m s.l.m.)             | Gen | Feb | Mar | Apr | Mag | Giu | Lug | Ago | Set | Ott | Nov | Dic | Anno |
| ------------------------------ | --- | --- | --- | --- | --- | --- | --- | --- | --- | --- | --- | --- | ---- |
| Temperatura massima media (°C) | 15  | 15  | 16  | 18  | 21  | 24  | 28  | 27  | 26  | 23  | 19  | 18  | 20,8 |
| Temperatura minima media (°C)  | 9   | 9   | 9   | 11  | 15  | 18  | 20  | 21  | 20  | 16  | 13  | 10  | 14,3 |
| Piogge (mm)                    | 46  | 36  | 29  | 24  | 17  | 3   | 3   | 11  | 20  | 56  | 54  | 55  | 354  |

### Riserve naturali
Nel territorio ragusano sono state istituite alcune riserve naturali e aree di interesse naturalistico; altre sono ancora in fase propositiva:
| Denominazione                                                  | Zona geografica                                                    | Comuni interessati        | Sito istituzionale |
| -------------------------------------------------------------- | ------------------------------------------------------------------ | ------------------------- | ------------------ |
| Riserva naturale Pino d'Aleppo                                 | comune di Vittoria                                                 | Vittoria, Ragusa          | Regione Siciliana  |
| Riserva naturale macchia foresta del fiume Irminio             | area costiera tra Marina di Ragusa (Ragusa) e Donnalucata (Scicli) | Ragusa, Scicli            | –                  |
| Demanio Forestale di Randello                                  | area costiera tra Cozzo Campisi e Passo Marinaro                   | Ragusa                    | –                  |
| Parco forestale Calaforno                                      | area montana boscata                                               | Chiaramonte Gulfi, Ragusa | –                  |
| Riserva naturale orientata Pantani della Sicilia Sud-Orientale | area costiera                                                      | Ispica                    | –                  |

La Riserva naturale Pino d'Aleppo, presso Vittoria, è stata istituita con lo scopo «di salvaguardare le formazioni residue autoctone di Pinus halepensis e di ricostituire la pineta nelle aree a gariga degradata per azione dell'uomo». La Riserva naturale macchia foresta del fiume Irminio si trova sulla costa, tra Marina di Ragusa e Donnalucata, mentre il Demanio Forestale di Randello è sito nel tratto di costa prospiciente la zona archeologica di Kamarina.
Le aree boschive demaniali del libero consorzio comunale:
- Complesso boscato Canalazzo, nel comune di Monterosso Almo.
- Complesso boscato Mangiagesso, tra i comuni di Modica e Scicli.
- Area attrezzata Mangiameli presso il Monte Arcibessi, nel comune di Chiaramonte Gulfi.
- Complesso boscato Sampieri, nel comune di Scicli.
- Complesso boscato Santa Maria del Focallo, nel comune di Ispica.
- Complesso boscato Pineta Monte Renna, nel comune di Giarratana.

È in corso di attuazione l'iter di realizzazione del Parco Nazionale degli Iblei, previsto dall'articolo 26, comma 4 septies, della Legge n. 222 del 29 novembre 2007. Si tratta del primo parco nazionale della Sicilia e anche della più grande area naturale protetta dell'isola, che abbraccia i territori dei liberi consorzi comunali di Siracusa (60%), di Ragusa (30%) e della Città Metropolitana di Catania (10%). L'8 febbraio 2011, il consiglio provinciale ha approvato una proposta di perimetrazione del parco. Tale proposta, che esclude le principali aree di interesse del biotopo ibleo e addirittura alcune aree SIC, è stata ritenuta insoddisfacente da larga parte dell'opinione pubblica e dalle associazioni naturalistiche del Ragusano, che hanno manifestato a tutti i livelli il proprio dissenso. La Regione ha quindi chiesto a queste ultime (riunitesi nel Coordinamento delle Associazioni Naturalistiche e Ambientaliste) di presentare una propria proposta di perimetrazione, spiegandone le ragioni.

## Storia

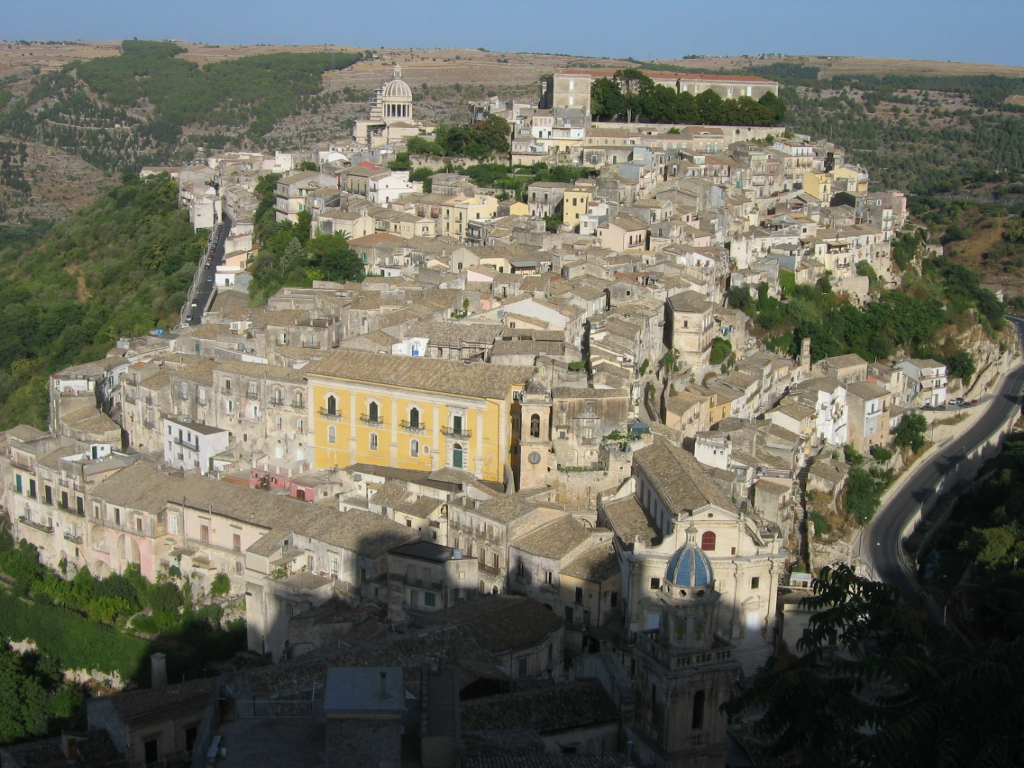
Panorama di Ragusa Ibla, 2005

### Dalla Contea di Modica alla Seconda Guerra Mondiale
Il territorio dell'attuale libero consorzio comunale corrisponde grosso modo all'antica Contea di Modica, nata il 25 marzo 1296, quando il re di Sicilia Federico III conferì la concessione a Manfredi I Chiaramonte, investendolo del titolo di Conte di Modica e Signore di Ragusa, Caccamo, Scicli, Gulfi, Pozzallo e Spaccaforno.
In seguito il feudo dei Chiaramonte divenne un'entità amministrativa del tutto autonoma rispetto al Regno di Sicilia: aveva tribunali con tre gradi di giudizio (compreso quello delle II Appellazioni, che non esisteva neppure a Palermo), un governatore, amministratori per le singole "università" (cioè gli attuali comuni) e forze di polizia municipale e comitale. Rispetto al territorio del ente territoriale moderno quello del feudo includeva i comuni di Acate (chiamata Biscari fino al 1938), Comiso, Ispica (chiamata Spaccaforno fino al 1935) e Santa Croce Camerina nel periodo dal 1392 al 1457, essendo Conti Bernat Cabrera e suo figlio Giovanni Bernardo. Quest'ultimo, a causa di un debito di 60.000 fiorini, fu costretto ad alienare alcuni feudi per far cassa. Fu così che, fra il 1453 e il 1457, Comiso fu ceduta ai Naselli, Giarratana ai Settimo, Ispica ai Caruso-Statella, Santa Croce al modicano Pietro Celestre, Acate ai Paternò-Castello. Per lungo tempo, invece, il feudo comprese anche Caccamo, Calatafimi e Alcamo, città della Sicilia occidentale, queste ultime due fino all'annessione al regio demanio, avvenuta nel 1802, delle terre della Contea di Modica.
Con la promulgazione, il 10 agosto 1812, della nuova Costituzione del Regno di Sicilia e la successiva legge n. 570 del 12 dicembre 1816 del Regno delle Due Sicilie, il territorio fu amministrativamente inquadrato nel Vallo di Siracusa (che il 9 dicembre 1820 diventò provincia e il 23 agosto 1837 si trasformò in quella di Noto), occupante la parte sud-orientale del Val di Noto. Dopo l'unificazione con il Regno d’Italia, dal 20 marzo 1865, a seguito della legge Lanza, venne ricostituita la Provincia di Siracusa.
Il 6 dicembre 1926, il consiglio dei ministri decise di esigere Ragusa a capoluogo di provincia. La nuova entità amministrativa seguì i confini ufficiali e l'autonomia amministrativa definiti nello stesso anno dal conte Enrico Ucchino; quest'ultima venne formalmente istituita il 2 gennaio 1927. Durante la seconda guerra mondiale la vita della provincia venne scossa dai bombardamenti alleati, a partire dal 1942 e per tutto il 1943, anche a causa della presenza di vari aeroporti militari (Comiso, Vizzini e Gela), dalle cui piste partivano i cacciabombardieri dell'Asse. Nel luglio 1943 la provincia fu uno dei teatri dello Sbarco in Sicilia degli Alleati.

### Il Secondo dopoguerra e il riordinamento delle circoscrizioni provinciali
Con l’entrata in vigore dello Statuto speciale per la Sicilia nel 1946, le province dell’isola vennero de facto soppresse. Esse furono tuttavia ricostituite il 15 marzo 1963, mediante il recepimento della normativa nazionale, e successivamente trasformate in province regionali il 6 marzo 1986.

### Istituzione ed operatività del Libero consorzio comunale
Il 28 marzo 2014 è stata prevista la soppressione delle 9 province regionali, sostituite temporaneamente da nove "liberi consorzi comunali" e 3 aree metropolitane in seguito all'entrata in vigore della legge approvata dall'Assemblea Regionale Siciliana il 12 marzo 2014.
In ottemperanza alla legge regionale del 24 marzo 2014, n. 8, recante il titolo "Istituzione dei liberi Consorzi comunali e delle Città metropolitane" e disciplinata poi con la successiva legge regionale n. 15 del 4 agosto 2015, "Disposizioni in materia di liberi Consorzi comunali e Città metropolitane", la provincia regionale di Ragusa è stata soppressa e sostituita dal libero consorzio comunale di Ragusa.
Dopo un decennio di commissariamento straordinario, il 27 aprile 2025 si sono tenute le prime elezioni consortili, che hanno visto la vittoria della sindaca di Comiso, professoressa Maria Rita Annunziata Schembari, insediatasi il giorno successivo come primo presidente consortile e prima presidente donna. Contemporaneamente, è stato eletto pure il primo consiglio consortile, composto da 12 consiglieri.

## Simboli
Il libero consorzio comunale ha mantenuto inalterati i simboli della vecchia provincia.

### Stemma
Lo stemma è così descritto al primo comma nell'articolo 3 dello Statuto:

### Gonfalone

Gonfalone del Libero consorzio comunale di Ragusa

Il gonfalone viene così descritto al secondo comma dell'articolo 3 dello Statuto:

### Bandiera
La bandiera è stata adottata nel gennaio 1997, in occasione del 70º anniversario di costituzione dell'ex provincia regionale.

## Fonetica
Come per altre aree italiane, quella che nel parlato di tutta la Sicilia, in generale, permane indelebile è la traccia romana o meglio del latino popolare o volgare. La quasi totalità delle popolazioni che facevano parte dell'ex contea di Modica hanno in comune l'evoluzione dei nessi cl e pl, che nel Ragusano sono resi in /t∫/, quando nel resto della Sicilia l'esito è espressi in /K/. Mentre difatti di clavis (chiave), plangere (piangere) e plenus (pieno) gli altri isolani ne fanno "chiavi", "chianciri" e "chinu", il ragusano ne fa "ciavi", "cianciri" e "cinu".

## Infrastrutture e trasporti

### Strade ed autostrade
Il consorzio non è stato dotato di tratte autostradali sul proprio territorio nonostante, fin dalla fine degli anni sessanta, fosse esistito il progetto dell'autostrada Siracusa-Gela, i cui lavori sono stati realizzati lentamente e con lunghi periodi di interruzione. L'autostrada è stata realizzata nel tratto tra Siracusa e il casello di Modica, servendo quindi solo la parte orientale del consorzio con gli svincoli di Ispica-Pozzallo e Modica. Al mese di dicembre 2023, i lavori dei tratti autostradali successivi non erano ancora partiti.

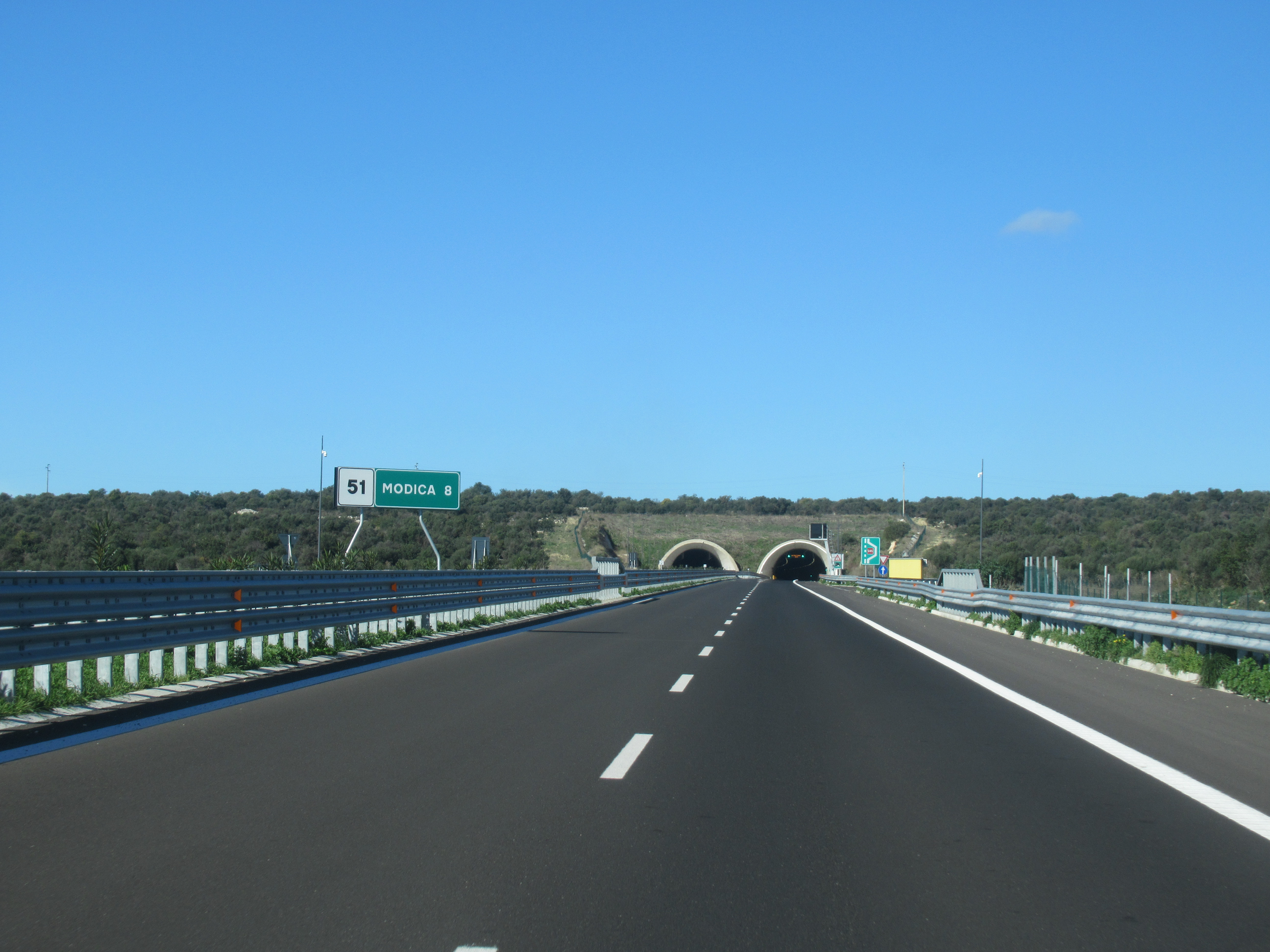
L'autostrada A18 nei pressi di Modica, 2024

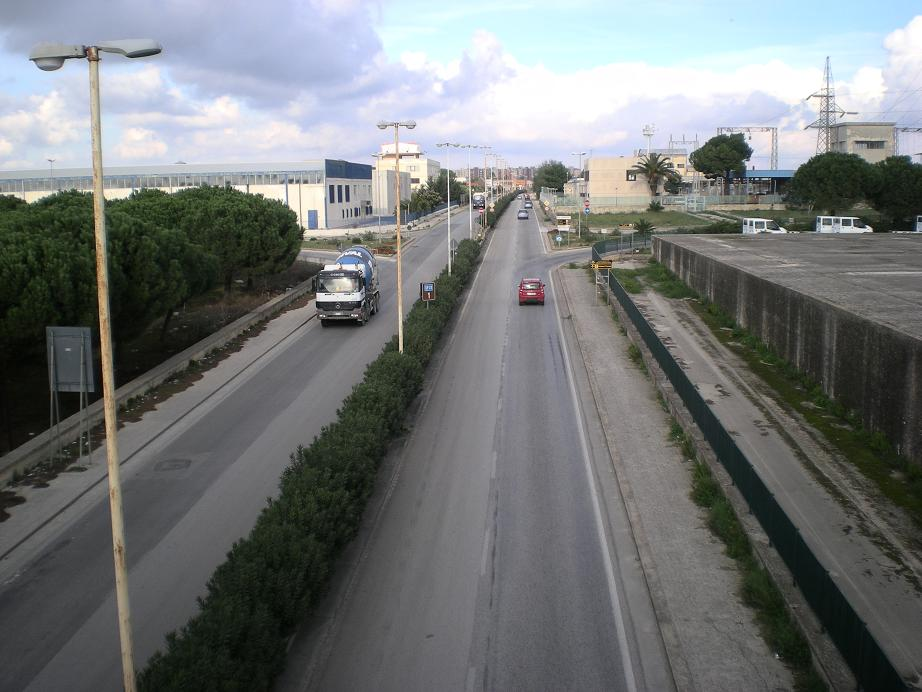
La strada provinciale 25 Ragusa-Mare, 2008

L'asse principale della rete viaria ragusana è la strada statale 115, che proviene da Siracusa, attraversa i maggiori centri urbani e prosegue per Gela. La trafficatissima e pericolosa strada statale 514 convoglia il traffico automobilistico da e per Catania; sulla stessa direttrice – ma attraverso i centri di Monterosso Almo e Giarratana – si snoda anche la tortuosa ed altrettanto pericolosa strada statale 194. L'intero sistema viario della zona necessita di interventi radicali, anche in considerazione del fatto che si tratta di uno dei poli produttivi agro-alimentari più importanti d'Italia; non avendo un sistema ferroviario efficiente, è costretto ad un intenso uso del trasporto su gomma. La strada provinciale 25 collega il capoluogo ibleo a Marina di Ragusa.
In sintesi, le principali arterie stradali presenti nel libero consorzio sono:
- SS 115 Strada statale 115 Sud Occidentale Sicula
- SS 115 Vecchia sede Modica-Ragusa
- SS 514 Strada statale 514 di Chiaramonte
- SS 194 Strada statale 194 Ragusana
- SP 25 Strada provinciale 25 Ragusa Mare
- A 18 (E 45) Autostrada A18 Siracusa-Gela

### Ferrovie

Mappa ferroviaria del Libero consorzio comunale di Ragusa, 2025

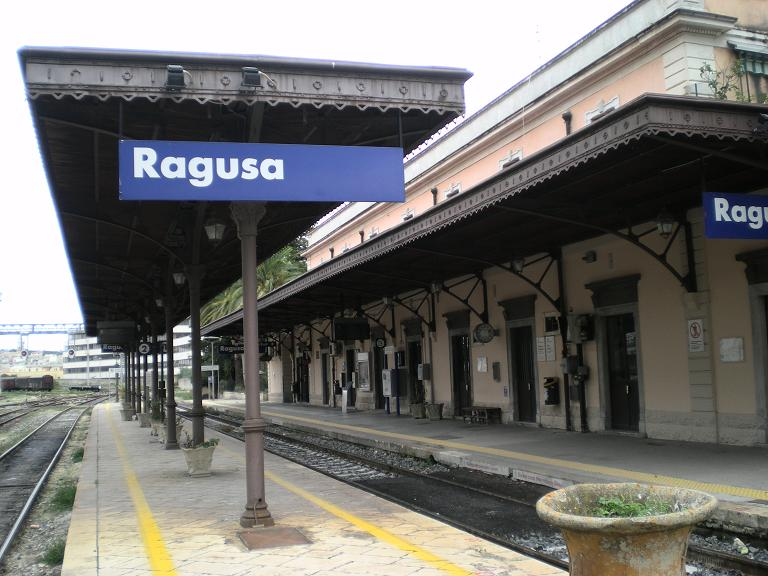
I binari e il fabbricato viaggiatori della stazione di Ragusa, 2008

Il territorio ragusano è attraversato dalla ferrovia Siracusa-Gela-Canicattì, gestita da RFI, per poco più di 119 km di binari; la tratta è rimasta a lungo in condizioni precarie che non permettevano velocità commerciali adeguate ai tempi. Un ammodernamento e un potenziamento delle opere d'arte (ponti e viadotti), tra Vittoria e Siracusa, venne eseguito nell'ambito del Programma integrativo FS con i fondi stanziati dalla legge 12 febbraio 1981 ma le strategie economiche attuate in seguito alla "riforma delle ferrovie" nel corso degli anni duemila ne hanno prodotto la progressiva sottoutilizzazione. La linea, pur tortuosa e con elevate pendenze, attraversa e collega direttamente alcuni tra i più grandi centri urbani ragusani con i territori confinanti (Siracusano e Nisseno) e le grandi aree metropolitane di Palermo e Catania. Il traffico merci su rotaia è tuttavia quasi inesistente, nonostante l'alto potenziale costituito dalle aree di grande produzione ortofrutticola di Vittoria, Scicli e Ispica.
Fino alla fine degli anni cinquanta fu attivo un collegamento ferroviario più diretto, tra Ragusa e Siracusa, mediante la ferrovia a scartamento ridotto, Ragusa-Bivio Giarratana-Siracusa la cui stazione di Ragusa era a fianco dello scalo FS. Raggiungeva il capoluogo costiero attraversando la Valle dell'Anapo e il sito archeologico di Pantalica. Era potenzialmente anche il più breve e diretto collegamento ferroviario con Catania, tramite il bivio Giarratana, raggiungendo la stazione FS di Vizzini, sulla ferrovia Catania-Caltagirone-Gela, nella propria stazione di Vizzini Scalo.

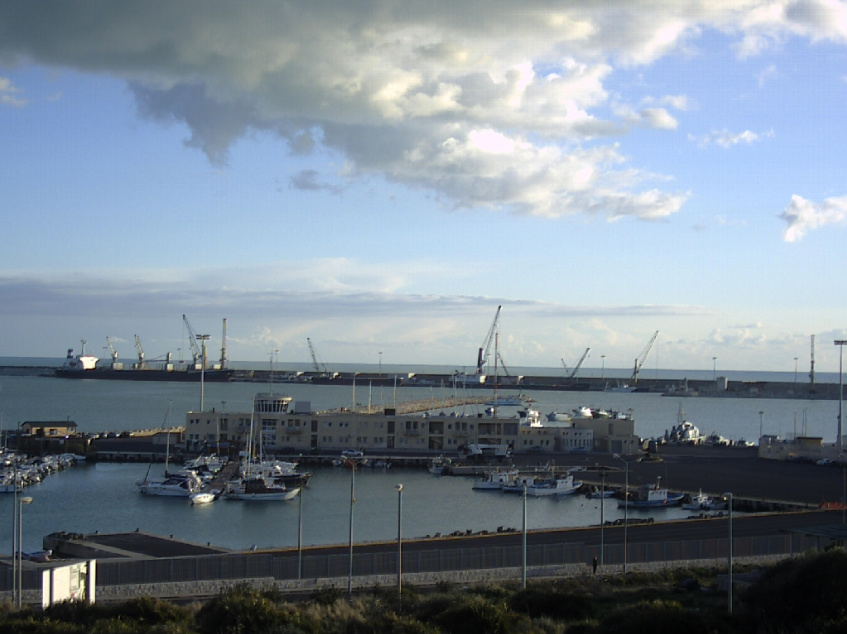
Porzione del porto di Pozzallo, 2009

### Porti
Lo scalo marittimo più importante del territorio è il Porto di Pozzallo che, oltre al traffico mercantile e peschereccio, vanta anche un collegamento di linea passeggeri con la vicina Malta. Nel 2022 il porto di Pozzallo ha movimentato 307.027 passeggeri e 1.366.216 t tonnellate di merci.
Oltre a quello di Pozzallo esistono anche altri porti da pesca e da diporto: Scoglitti, Marina di Ragusa, Donnalucata e Punta Secca, località che ha ospitato le riprese della serie televisiva Il commissario Montalbano. Il nuovo porto di Marina di Ragusa, è stato dichiarato operativo il 3 luglio del 2009, ha oltre 800 posti barca e sarà uno dei tre "Hub" per la nautica da diporto della Sicilia.
| Porti lungo la costa ragusana                                                                                      | Tipologia                                                                                                | Posti barca                  |
| - Porto di Pozzallo - Porto di Scoglitti - Porto di Donnalucata - Porto di Marina di Ragusa - Porto di Punta Secca | - diporto, peschereccio, commerciale - diporto, peschereccio - diporto, peschereccio - diporto - diporto | - 450 - 110 - 50 - 723 - 180 |

### Aeroporti

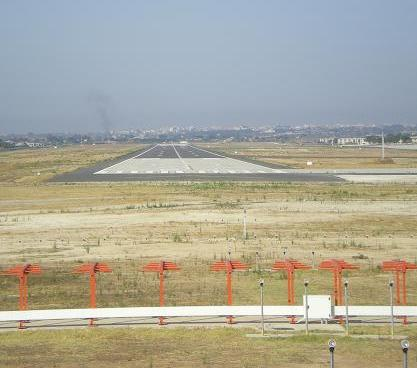
Pista (testata 23) dell'Aeroporto di Comiso, 2008

Sul territorio ragusano insiste l'Aeroporto di Comiso, dal quale fino all'inizio degli anni settanta l'ATI effettuava collegamenti con alcune località della Sicilia e della penisola. Dato il modesto traffico, tuttavia, il collegamento venne soppresso e dal 1983 la struttura fu destinata a Base Nato. Dopo vari decenni di pressioni operate da parte dei settori produttivi ed imprenditoriali del territorio, è stato riconvertito da aeroporto militare in aeroporto civile. Lo scalo è stato aperto al traffico civile il 30 maggio del 2013. Nel Ragusano sono presenti anche strutture minori:
| Struttura | Pista                                        | Lunghezza                         |
| - Aeroporto Pio La Torre, Comiso - Aviosuperficie Giubiliana, Ragusa - Aviosuperficie Mosquito, Marina di Modica, Modica - Eliporto Giorgio La Pira, Pozzallo | - asfalto - asfalto - terrabattuta - asfalto | - 2.546 m - 680 m - 720 m - 250 m |

## Economia
I livelli occupazionali e il reddito medio pro capite erano nel 2005, nell'allora provincia, fra i più elevati del Mezzogiorno, e quella di Ragusa era la provincia con il più basso tasso di disoccupazione in Sicilia (non superava il 16%, mentre nel comune di Ragusa presentava un valore in linea con la media nazionale. Nel 2013 il tasso di disoccupazione è cresciuto al 19,3%, inferiore al dato regionale e del Mezzogiorno ma superiore di quasi 6 punti percentuale al dato nazionale. È presente inoltre la Banca Agricola Popolare di Sicilia, primo istituto di credito del territorio che con i suoi 40 sportelli sul territorio è fra le banche più rappresentate nel territorio. Fra le banche di una certa dimensione è l'unica che abbia mantenuto la sua sede in Sicilia dopo che il Banco di Sicilia è stato inglobato nel gruppo UniCredit.
L'indice di libertà economica (che tiene conto non solo del Pil prodotto ma anche di elementi quali economia, lavoro, contesto sociale, finanza, fisco e trasferimenti) poneva nel 2006 il ragusano ai livelli delle province del nord Italia, collocando l'ex provincia al cinquantunesimo posta della classifica nazionale, con un indice di 64,8 su 100.

### Industria
La pietra-pece, conosciuta anche come pietra-oro, è quel particolare tipo di roccia che impera nel panorama architettonico del barocco ibleo. Si tratta di una roccia sedimentaria calcarea risalente al Cenozoico, che essendo impregnata di bitume, in proporzioni che variano dal 4% al 10%, non è particolarmente soggetta a sgretolarsi ed è particolarmente atta all'uso in ambienti soggetti a forte umidità. Il colore varia in proporzione alla quantità di bitume contenuto e può assumere varie gradazioni dal marrone al quasi nero.

Essa viene utilizzata da secoli per usi ornamentali, come nel caso del Castello di Donnafugata; viene usata anche come pavimentazione, decorazione e per lapidi sepolcrali. In contrada Tabuna, ad esempio, sono stati ritrovati dei sarcofagi pre-ellenici. Altri esempi del XVI secolo sono i capitelli del Duomo di San Giorgio.
La pietra pece attivò gli interessi di società francesi ed inglesi, e in seguito anche tedesche, per l'estrazione di idrocarburi, tra la fine del XIX secolo e la prima guerra mondiale. L'estrazione avveniva con l'impiego di bassa manodopera locale; un grosso esercito di minatori, anche adolescenti, e carrettieri erano impiegati per estrarre dalle cave migliaia di tonnellate di roccia, parte lavorata sul posto e parte imbarcata verso Gran Bretagna, Francia, Germania e altre località europee.
La Grande guerra mise fine all'opera delle aziende tedesche e vide la nascita di quelle italiane che poi si svilupparono, a causa dell'autarchia, nel periodo fascista. Infatti dal minerale veniva prodotto carburante per autotrazione, ma probabilmente non tanto quanto si diceva che fosse anche perché il contenuto in frazioni leggere era molto scarso. In ogni caso fu questa, probabilmente, una delle motivazioni principali che portarono alla costituzione della provincia di Ragusa.

Dopo la seconda guerra mondiale venne avviata la produzione di cemento pozzolanico utilizzando proprio la pietra-pece, privata dell'idrocarburo. Tuttavia venuta meno la convenienza economica dell'estrazione, dalla fine degli anni ottanta solo qualche azienda specializzata, per lo più nel restauro conservativo di edifici antichi, continua nella lavorazione della roccia scura.
Le affiorazioni bituminose nell'area ragusana erano note sin dall'antichità ed erano perciò sorte attività estrattive e di lavorazione della pece; il prodotto è presente negli scisti bituminosi di cui è ricca l'area. Nei primi decenni del XIX secolo società francesi ed inglesi acquisirono le licenze di produzione ed esportazione di roccia petrolifera, con ampio uso di manodopera locale. A metà degli anni venti iniziò la distillazione, di idrocarburi come benzina per autotrazione e gasolio, anche da parte di aziende italiane a mezzo di impianti situati intorno alla città di Ragusa. 
Fino al 1957, anno in cui venne attivato l'oleodotto che univa l'area di estrazione (Ragusa) e quella di raffinazione (Augusta) venivano impiegati tra 7 e 8 treni giornalieri di carri cisterna per il trasporto del greggio.
Dalla fine degli anni cinquanta in poi sono sorti anche stabilimenti di raffinazione di petrolio dalla Gulf Oil Corporation e dell'Eni e stabilimenti di produzione di prodotti derivati.
A Comiso è fiorente l'attività di lavorazione di vari tipi di roccia e di marmi, nazionali ed esteri, per uso edilizio ed architettonico.
È presente un sistema di piccole e medie imprese, articolato in sei raggruppamenti merceologici: agroalimentare e mangimistico, materiali e complementi per l'edilizia, marmi e graniti, legno-arredo, chimico-plastico e metalmeccanico-impiantistico. Più recentemente si è sviluppata l'attività industriale legata al settore lattiero-caseario, con la nascita di aziende di respiro nazionale. L'industria vanta il 60% della produzione lattiero-casearia dell'isola ed un'importante produzione di polietilene e di materiali plastici per l'agricoltura, utilizzati prevalentemente per la copertura delle serre.

### Agricoltura
L'agricoltura del Ragusano presenta molti aspetti tradizionali: sui terreni dell'altopiano sono prevalenti i seminativi asciutti, soprattutto cereali, e le colture arboree. Un mosaico di colture arboree e impianti ortofrutticoli caratterizza le aree di Ispica e Pozzallo, le zone collinari e la pianura tra Vittoria, Comiso ed Acate. Ma il settore più rilevante e innovativo è quello delle serre, soprattutto sui suoli sabbiosi che si distendono da Vittoria fino al litorale; milioni di metri quadrati di coltivazioni, realizzati con grande economia di materiali, in cui si realizza una produzione di zucchine, melanzane, pomodori e fiori (questi ultimi, specialmente nel territorio di Vittoria) che interessa l'intero anno. La coltura in serra si presenta – in ambiti monofunzionali o con altre tipologie di insediamento polifunzionali – nell'area di Ispica, tra Donnalucata e Scicli, oltre che lungo la costa e nell'entroterra tra Punta Secca e Santa Croce Camerina e tra Marina di Acate ed Acate. Nei primi anni settanta l'esplosione delle serre ragusane ha costituito, secondo Antonio Saltini, uno dei fenomeni di vivacità più singolari dell'intera agricoltura italiana creando, su terreni che non offrivano praticamente alcun reddito, un flusso di produzione di decine di miliardi di lire, coinvolgendo una serie ingente di settori connessi, dal commercio di sementi e antiparassitari a quello del polietilene, dal gas in bombole per il riscaldamento invernale delle serre agli impianti di refrigerazione ed ai trasporti su strada.
La viticoltura ha un posto importante nell'economia del ragusano; molti sono i vini IGT e DOC prodotti, tra i quali primeggia il Cerasuolo di Vittoria, prodotto dall'unione di uve Nero d'Avola e Frappato.

### Allevamento
Il Ragusano, tra i territori siciliani, è quello che ha sviluppato su vasta scala l'allevamento del bestiame, soprattutto di bovini da latte tra cui primeggia una razza autoctona detta razza modicana. Questa particolare vocazione l'ha resa leader nella produzione lattiero-casearia regionale. I dati statistici relativi al 2005 registrano infatti ben 2.169 aziende del settore con una produzione di 437.737 tonnellate di latte vaccino. Numerose anche le aziende correlate, alcune di grandi dimensioni, che producono formaggi e derivati del latte tra cui il caciocavallo ragusano dop. Una caratteristica stabilita per legge prescrive che la zona di provenienza del latte per la produzione del Ragusano comprende l'intero territorio dei comuni di Acate, Chiaramonte Gulfi, Comiso, Giarratana, Ispica, Modica, Monterosso Almo, Pozzallo, Ragusa, Santa Croce Camerina, Scicli e Vittoria. Il formaggio viene prodotto esclusivamente con latte di vacca intero, crudo: l'alimentazione delle mucche da cui deriva il latte è costituita prevalentemente da erbe spontanee dell'altopiano ibleo.

### Turismo

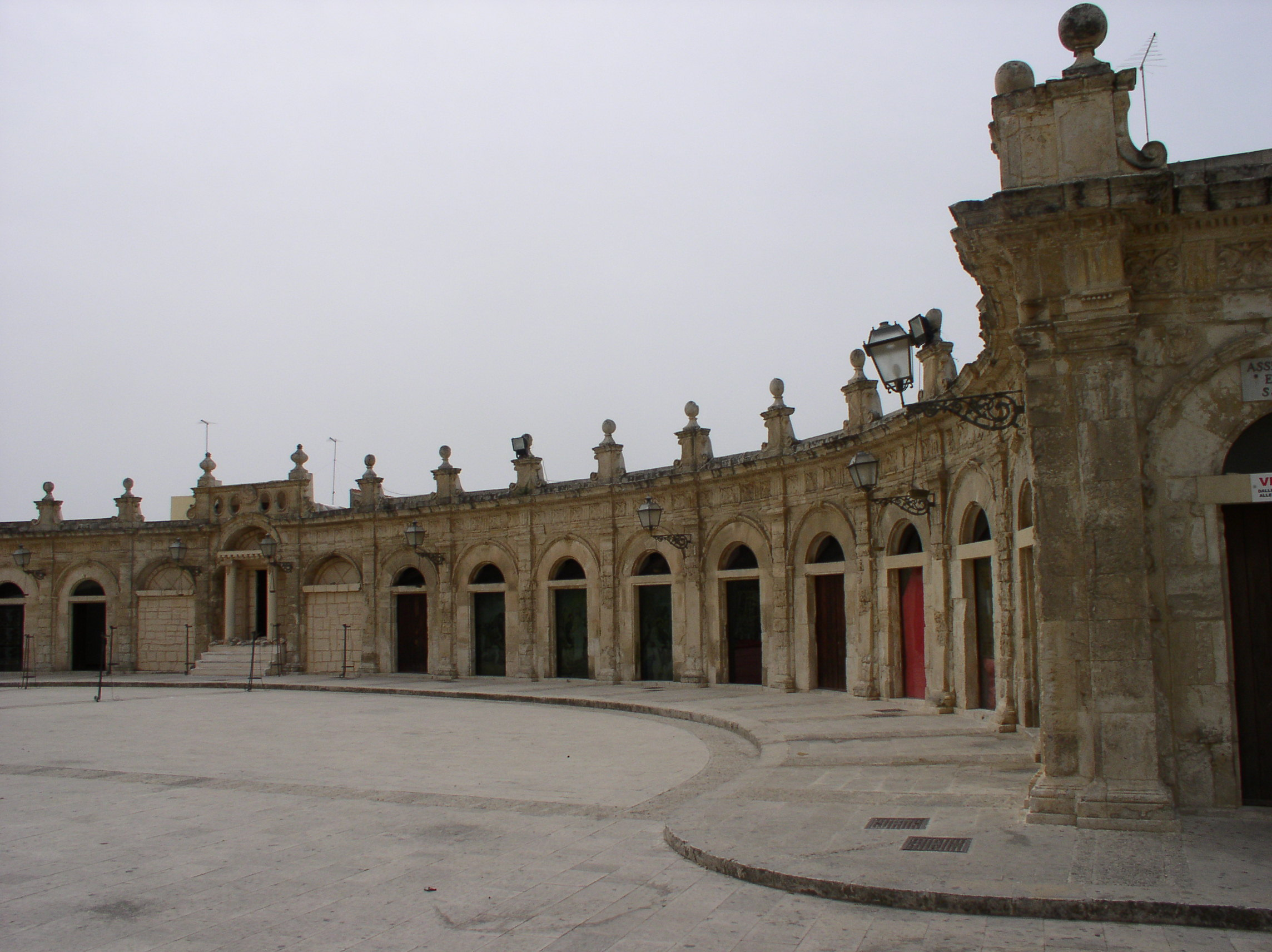
Loggia di Santa Maria ad Ispica, 2006

Il Terremoto del Val di Noto del 1693, a cui ha fatto seguito il fervore della ricostruzione, ha prodotto nell'intera area una serie di città il cui patrimonio architettonico, facente parte del barocco siciliano, è stato dichiarato dall'UNESCO patrimonio dell'umanità: si tratta di Ragusa, Modica e Scicli, le cui architetture sono state rese note dai film e dalle serie televisive cui hanno fatto da sfondo (da Il Gattopardo di Luchino Visconti all'L'uomo delle stelle di Giuseppe Tornatore, fino alla serie televisiva Il commissario Montalbano di Andrea Camilleri e Alberto Sironi).
Oltre al turismo culturale, che oltre alle già città del barocco interessa anche le zone archeologiche di Kamarina e Casmene, è sviluppato un turismo di balneare grazie alla costruzione, avvenuta negli ultimi quindici anni, di diversi villaggi turistici ed infrastrutture, che date le condizioni climatiche favorevoli, consentono la balneazione per almeno sei mesi all'anno.

## Cultura

### Università
Il Ragusano non ha propri atenei, ma Ragusa ospita alcuni corsi di laurea dell'Università degli Studi di Catania: Lingue e letterature straniere. Esiste un "Consorzio universitario della Provincia di Ragusa", costituito nel 1995 con il fine di gestire iniziative universitarie e culturali del territorio ibleo. Il consorzio, fondato dall'allora provincia, dal comune di Ragusa e dall'"Associazione per la Libera Università degli Iblei" a cui si sono aggiunti altri comuni, associazioni di categoria e professionali, enti finanziari e associazioni culturali, si propone di assicurare la prosecuzione degli studi universitari a Ragusa, nella volontà di realizzare il quarto polo universitario statale dell'isola.

### Eventi culturali
- A Tutto Volume - Libri in Festa: festival letterario che dal 2010, in giugno, propone a Ragusa, Ragusa Ibla e Marina di Ragusa, decine di incontri scrittori e personaggi del mondo della cultura.
- Festival organistico internazionale. Si svolge a Ragusa tra novembre e dicembre e consiste in una rassegna di 6 serate con concerti organistici di musica barocca eseguiti, nelle chiese cittadine dotate di organi, da organisti italiani e stranieri.
- Festival ibleo del jazz si svolge in ottobre, per la durata di una settimana, a Ragusa Ibla ed è dedicato al jazz sperimentale con la presenza di jazzisti da tutto il mondo.
- Eurochocolate Modica è una manifestazione promossa per valorizzare la ultra centenaria tradizione cioccolatiera di questa città ragusana e che nella sua ancor breve tradizione, è giunta alla sua quarta edizione, ha saputo riscuotere già grande successo tanto che nella edizione del 2007 ha richiamato, nel corso di nove giorni, quasi 200.000 visitatori[63].
- I Sapori della Cultura a Modica il 7, 8 e 9 dicembre. Evento organizzato dalla cooperativa Etnos, in collaborazione con l'assessorato regionale ai beni e alle attività culturali, il comune di Modica, il libero consorzio comunale di Ragusa, il distretto culturale del sud-est e l'UNESCO.

### Eventi religiosi
Tra gli eventi religiosi del territorio vi è il complesso di manifestazioni che si svolgono a Ispica durante la settimana santa. Caratteristica è la processione del giovedì santo, detta del "Cristo alla colonna". Nata nel Medioevo, originariamente era formata da un gruppo di "flagellanti" che, a torso nudo e con una corona di spine, si percuotevano le spalle con cordicelle con vetro, ferro e chiodi: quest'ultima cruenta cerimonia è lentamente caduta in disuso mentre è ancora oggetto di grande culto la processione del simulacro.

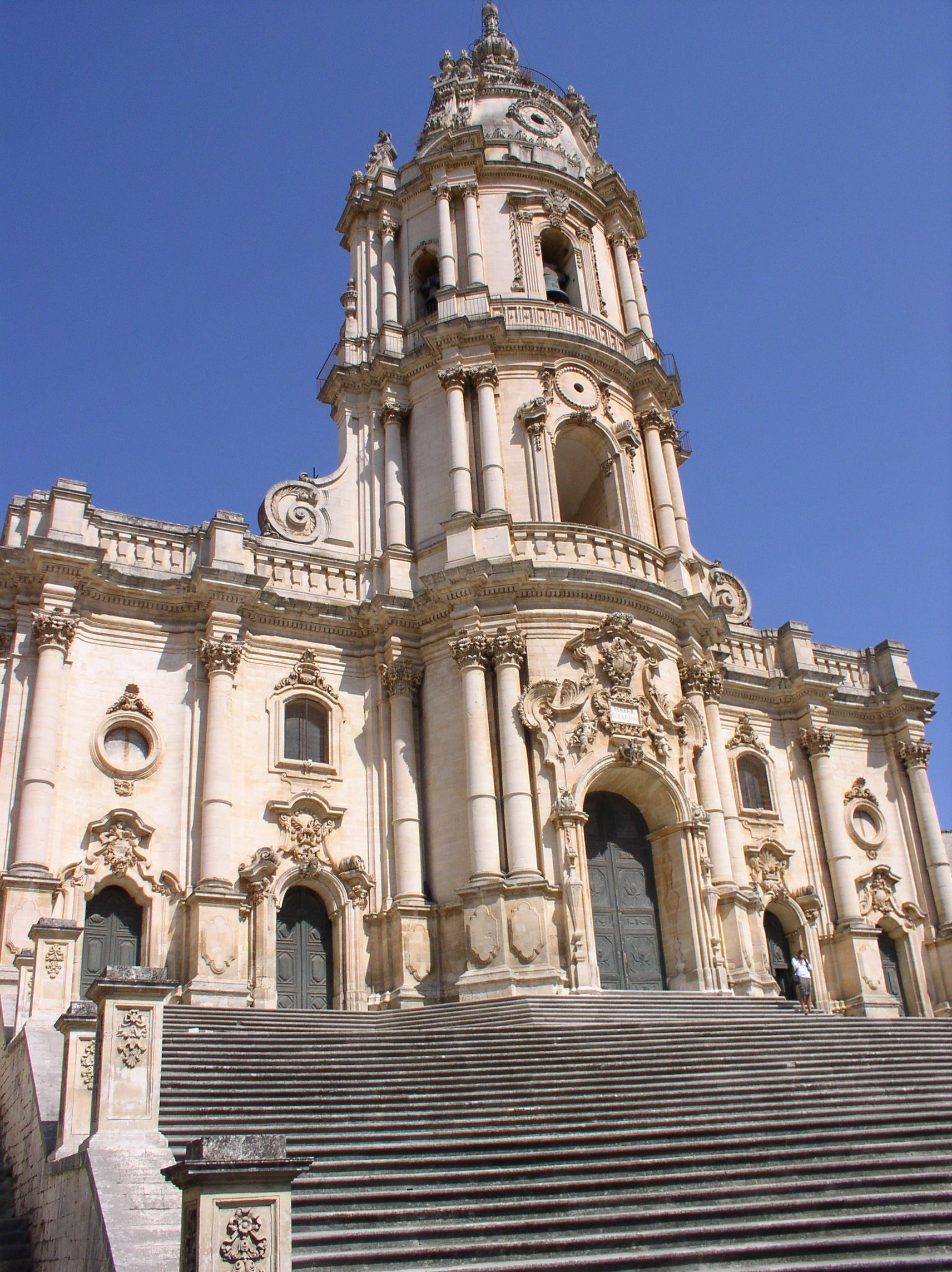
Modica
Cattedrale di San Giorgio, 2005

- A Ragusa si svolgono due feste principali.
  - La festa di San Giovanni Battista, patrono della città e della Diocesi di Ragusa, è l'evento religioso più importante. Si svolge in tre giornate alla fine del mese di agosto con una processione che, partendo dalla cattedrale di San Giovanni, si snoda fino alla chiesa dell'Ecce Homo. Il giorno seguente la processione si svolge in senso opposto fra due ali di folla devota. Il terzo giorno la statua del santo patrono e i cerrei votivi effettuano un giro che prevede il rientro a tarda notte nella stessa cattedrale.
  - La festa di San Giorgio è celebrata l'ultima domenica di maggio. La chiesa omonima viene infiorata e addobbata con stendardi policromi con la statua del santo al centro della chiesa. Vengono aperte le porte scolpite, occultate da paratie per il resto dell'anno, e la statua viene sollevata dai portatori, che le fanno compiere evoluzioni a suon di musica facendola roteare e lanciandola in aria per poi riprenderla. San Giorgio, come da iconografia, è vestito da soldato romano e uccide il drago con la lancia. Insieme al simulacro, anche il reliquiario del santo viene portato in processione.
- A Comiso si svolgono tre feste principali:
  - La festa di Pasqua, denominata A' Paci: dalla Chiesa di Maria SS. Annunziata in mattinata vengono portati fuori i simulacri di Gesù Risorto e della Madonna Annunziata e per l'intera giornata percorrono le principali vie cittadine, ripetendo in ogni parrocchia della città il cosiddetto rito della Paci durante il quale i due simulacri, posti l'uno di fronte all'altro, vengono avvicinati e allontanati correndo per tre volte tra due ali di folla. La festa affonda le sue radici nel periodo della dominazione spagnola.
  - La terza domenica di maggio si svolge la festa di Maria SS. Addolorata, patrona della Chiesa Madre, Santa Maria delle Stelle. Caratteristica principale è la Svelata del settecentesco simulacro di Maria SS. Addolorata, che viene fatta il sabato vigilia della festa; per l'occasione l'altare maggiore viene adornato da fiori, tende, stucchi, elementi architettonici appositamente creati, candelabri, ceri e quant'altro occorrente al fascino della festa. Altro momento caratteristico della domenica è a Sciuta (l'uscita): il fercolo dorato della Madonna non appena esce dalla Chiesa Madre viene trasportato nella vicina piazza Fonte Diana ove migliaia di fedeli attendono il canto dell'Inno all'Addolorata cui segue lo sparo di mortai a volantini ed una nutrita moschetteria. Segue la lunga processione per le strade cittadine fino alla mezzanotte e, al termine, un imponente spettacolo pirotecnico.
  - La seconda domenica di luglio si festeggia il patrono San Biagio, a cui i comisani attribuiscono la salvezza del paese dalla peste e dal terremoto del 1693; la festa è un susseguirsi di Messe officiate da tutti i parroci delle parrocchie mentre la chiesa di San Biagio per tutta la giornata è affollata di fedeli. La processione pomeridiana con il simulacro del Santo è caratterizzata da fedeli che fanno "u viaggiu" (la processione) per espletare il loro voto chi percorrendola a piedi scalzi chi portando a spalla il simulacro o portando le torce votive decorate (i 'ntocci) con i ceri accesi.
- A Chiaramonte Gulfi la festa più importante è quella della Beata Maria Vergine di Gulfi, patrona principale della città, che si svolge la domenica in Albis e il terzo martedì dopo Pasqua, con tradizione immutata sin dall'anno 1644.  L'altra ricorrenza è quella della festa di San Giovanni Battista, compatrono e protettore della città; si svolge il 23 e 24 giugno preceduta da dodici giorni di preparazione con manifestazioni di fede, folclore e cultura; il 23 con la sacra rappresentazione della vita del santo e il 24, al tramonto, con uscita del Santo seguita dalla processione per le vie della città.
- A Giarratana tra la fine di luglio e i primi giorni di agosto si svolge la Festa della Madonna della Neve con caratteristiche processioni che si tramandano da centinaia di anni. L'evento più importante è la festa del Patrono ab antiquo, san Bartolomeo Apostolo venerato quasi da 1000 anni con il titolo patronale; importantissima è la fiera che si svolge 3 giorni prima della festa.
- A Modica si celebrano due feste principali.
  - La processione della Madonna Vasa-Vasa[64] si svolge nella mattinata della domenica di Pasqua. Risale alla metà del Settecento e si svolge con l'incontro fra il simulacro di Maria che muove le braccia, impartisce benedizioni e si china a baciare il petto del Cristo morto. A mezzogiorno in punto, cade il mantello nero che la ricopre mostrandola nella sua veste azzurra mentre viene liberato un nugolo di colombe bianche dal basamento posto ai piedi del simulacro della Vergine.
  - Altra festa importante è quella di San Pietro, compatrono della città (il principale è San Giorgio), che si svolge il 29 giugno. Fino alla metà del secolo scorso partecipavano alla processione pomeridiana dodici statue di cartapesta, alte circa quattro metri, rappresentanti i dodici apostoli (detti i santuni), che seguivano il simulacro del Cristo. Le statue venivano mosse dalle gambe di alcuni fedeli, nascosti all'interno, che guardavano il percorso della processione tramite una finestrella ricavata nel busto di cartapesta della statua; tale tradizione è caduta in disuso e viene portata in processione soltanto l'artistica statua in legno di quercia detta di San Pietro e il Paralitico conservata all'interno della Chiesa.
- A Scicli nel corso dell'anno si svolgono tre eventi religiosi importanti:
  - Il 19 marzo, giorno di San Giuseppe, ha luogo la "Cavalcata di San Giuseppe". È una processione, quasi una riedizione in costume, della vita della Sacra Famiglia, che si snoda per le vie della città fra falò e fuochi d'artificio fra due ali di folla festante.
  - Il giorno di Pasqua si svolge la processione dell'"Uomo vivo". Una statua del Cristo risorto viene portata in processione; le vengono fatte fare alcune evoluzioni che mandano in visibilio la numerosa folla assiepata lungo il percorso.
  - L'ultimo sabato del mese di maggio si svolge la festa della "Madonna delle Milizie", rievocazione delle lotte tra Normanni e Arabi che si contesero la Sicilia. Il momento più religioso culmina con la processione, per le vie della città, del simulacro della Madonna su un cavallo bianco posto sopra un carro infiorato[65].
- A Vittoria è molto sentita la celebrazione del Venerdì Santo la cui tradizione esiste praticamente dalla fondazione della città. Dal 1657 la Congregazione del SS.mo Crocifisso ebbe il compito di fare una processione solenne il Venerdì santo dalla Chiesa madre al Calvario e ritorno. La processione a partire dal 1669 fu arricchita da una recita incentrata sul dramma della passione in versi dialettali recitati da popolani. Nel 1834 la Congregazione fece costruire un'urna in legno per trasportare il Cristo morto e deposto dalla croce e dall 1858 la sacra rappresentazione è incentrata sul dramma scritto dal marchese Alfonso Ricca. I Parti rappresentano la tradizione più sentita e amata dai vittoriesi, unica nel panorama della zona in cui si preferisce festeggiare la domenica di Pasqua.

### Il Ragusano nel cinema e nella televisione

Luca Zingaretti e Peppino Mazzotta sul set de Il ladro di merendine de Il commissario Montalbano, con Ragusa Ibla sullo sfondo, 1998

Sin dagli anni sessanta il territorio del libero consorzio è stato scelto come set per diversi film ambientati in Sicilia. Nel 1960 fu girato a Ispica Divorzio all'italiana di Pietro Germi. Sempre a Ispica, nel 1974, furono girate alcune scene de Il viaggio di Vittorio De Sica, e nel 1984 alcune scene di Kaos dei fratelli Taviani. Nel 2002 il Teatro comunale Vittoria Colonna di Vittoria fece da cornice per alcune scene de Il consiglio d'Egitto, di Emidio Greco. Nello stesso anno Franco Battiato, nella sua prima opera cinematografica (Perdutoamor), ha utilizzato come set il loggiato della Basilica di Santa Maria Maggiore di Vincenzo Sinatra, a Ispica.
Nell territorio ibleo, soprattutto tra i comuni di Ragusa, Modica e Scicli, sono state girate la maggior parte delle scene de Il commissario Montalbano, serie televisiva poliziesca tratta dai romanzi di Andrea Camilleri; in particolare, la casa dove risiede il commissario si trova a Punta Secca, frazione di Santa Croce Camerina, mentre la sede del commissariato di polizia della fittizia Vigata è il municipio di Scicli.

## Gastronomia

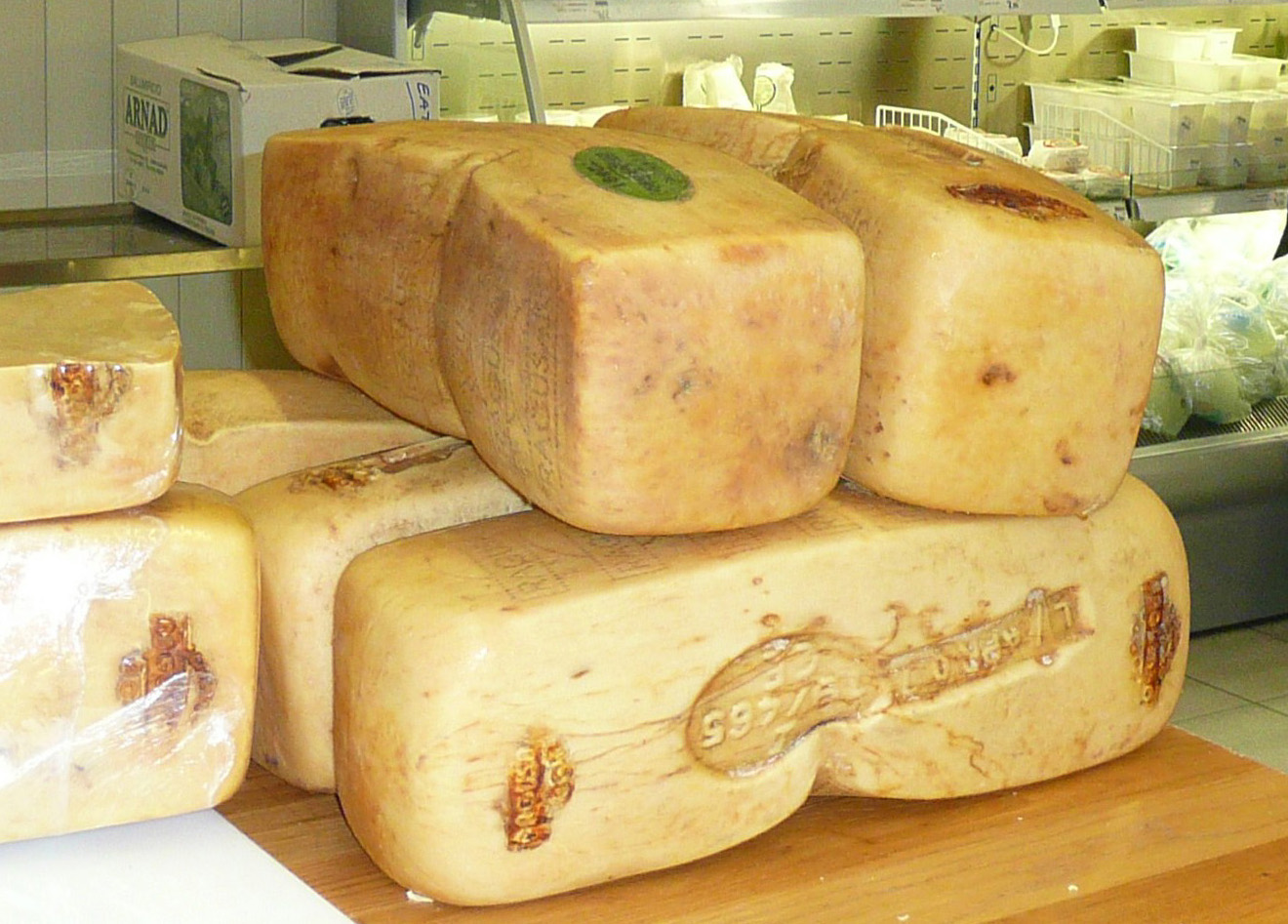
Il caciocavallo ragusano

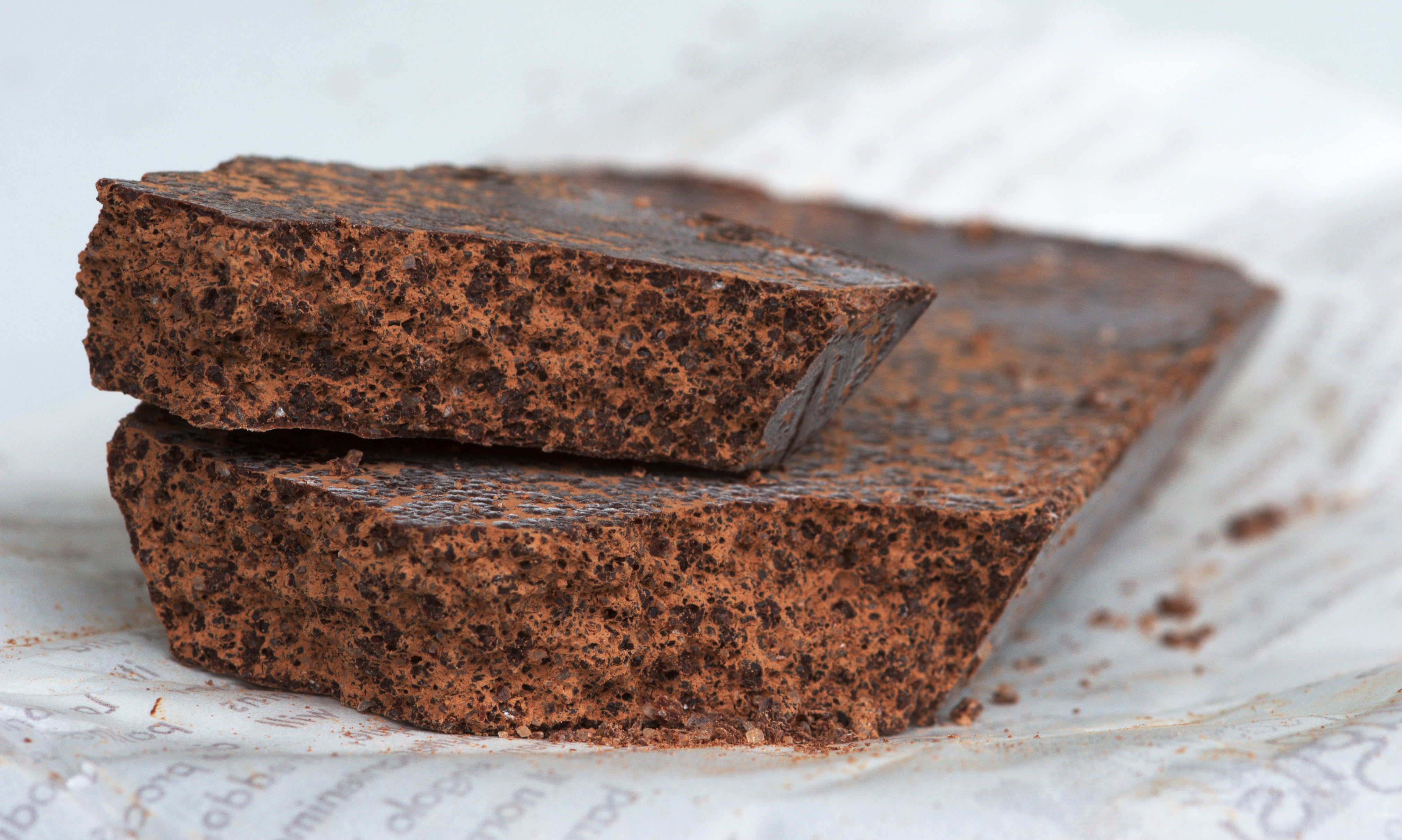
Il cioccolato di Modica

A differenza di altre aree della Sicilia, nelle quali domina la cucina a base di pesce, la gastronomia ragusana è orientata maggiormente sui piatti a base di carne, latte, formaggi e prodotti della terra.
Alcuni piatti caratteristici:
- I pasteri[67] che consistono sostanzialmente in un pasticcio di carne di agnello e capretto con l'impiego di formaggio.
- Il Caciocavallo Ragusano.
- Le tagliatelle casarecce cco maccu[66]: un piatto il cui condimento sono le fave secche cotte e ridotte a crema (maccu) e aromatizzate con finocchietto selvatico.
- La pasta a picurara: pasta condita con una salsa di cipolle e patate cotte nel latte, spolverata con pecorino siciliano stagionato[66].
- I turciniuna[68] sono budella ovine cotte in tegame.
- Le scacce[69], tipiche focacce coperte, farcite in vari modi: salsiccia sbriciolata, cipolle stufate, prezzemolo e ricotta; con patate, melanzane, cipolla e pomodoro; cipolla pomodoro prezzemolo e caciocavallo ragusano; verdure lesse e caciocavallo, etc.
- Dolci tipici, i cannoli con ricotta iblea e i mpanatigghi, dolci a base di mandorle, carne di manzo e cioccolato[66].

Una specialità molto conosciuta è il cioccolato modicano. Il cacao venne portato a Modica, intorno alla metà del Seicento, dai padri Gesuiti; in seguito venne aperta una delle prime fabbriche artigianali d'Europa, ancora esistente, che produceva un tipo di cioccolato particolare mediante un procedimento di origine azteca, che gli stessi religiosi avevano appreso nelle colonie spagnole sudamericane.

## Turismo

### Itinerari turistici
- Cava d'Ispica. (Il nome di "cava" nella Sicilia sud-orientale sta ad indicare le profonde gole scavate dai fiumi che scendono dall'altipiano ibleo). Si tratta di una grandiosa cava lunga circa 10 km che oltre all'aspetto decisamente panoramico offre la possibilità di una carrellata nel tempo seguendo le tracce degli insediamenti umani che qui si insediarono sin dalla preistoria; si tratta di necropoli sicule, catacombe protocristiane, cappelle rupestri bizantine e insediamenti abitativi del medioevo.
- Castello di Donnafugata. Il castello, conservato a cura del comune di Ragusa che ne cura anche le visite turistiche. Di origini tardo medievali e poi modificato in stile gotico e rinascimentale, si trova 20 km a sud-ovest di Ragusa. Contiene una biblioteca con circa 4.000 volumi ed è dotato di un ampio parco.

### Le chiese

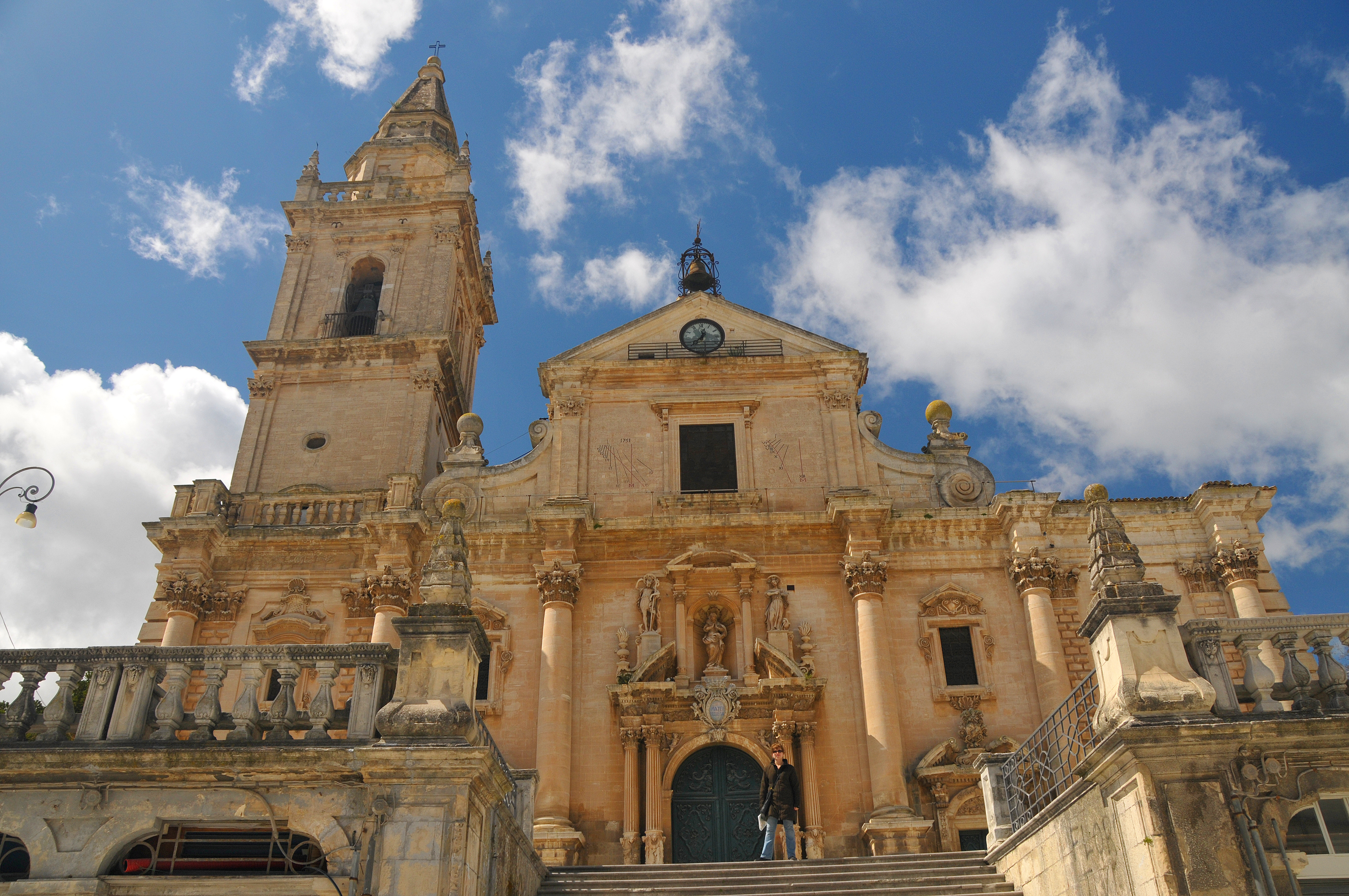
Ragusa
Cattedrale di San Giovanni Battista, 2008

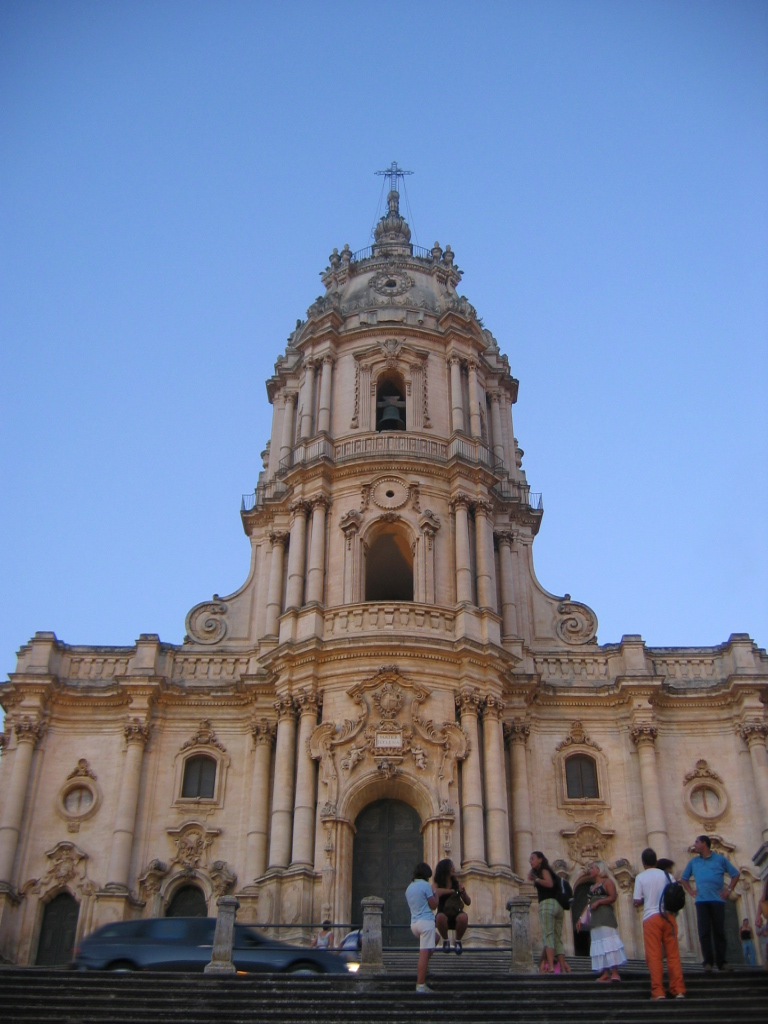
Modica
Facciata del Duomo di San Giorgio, 2005

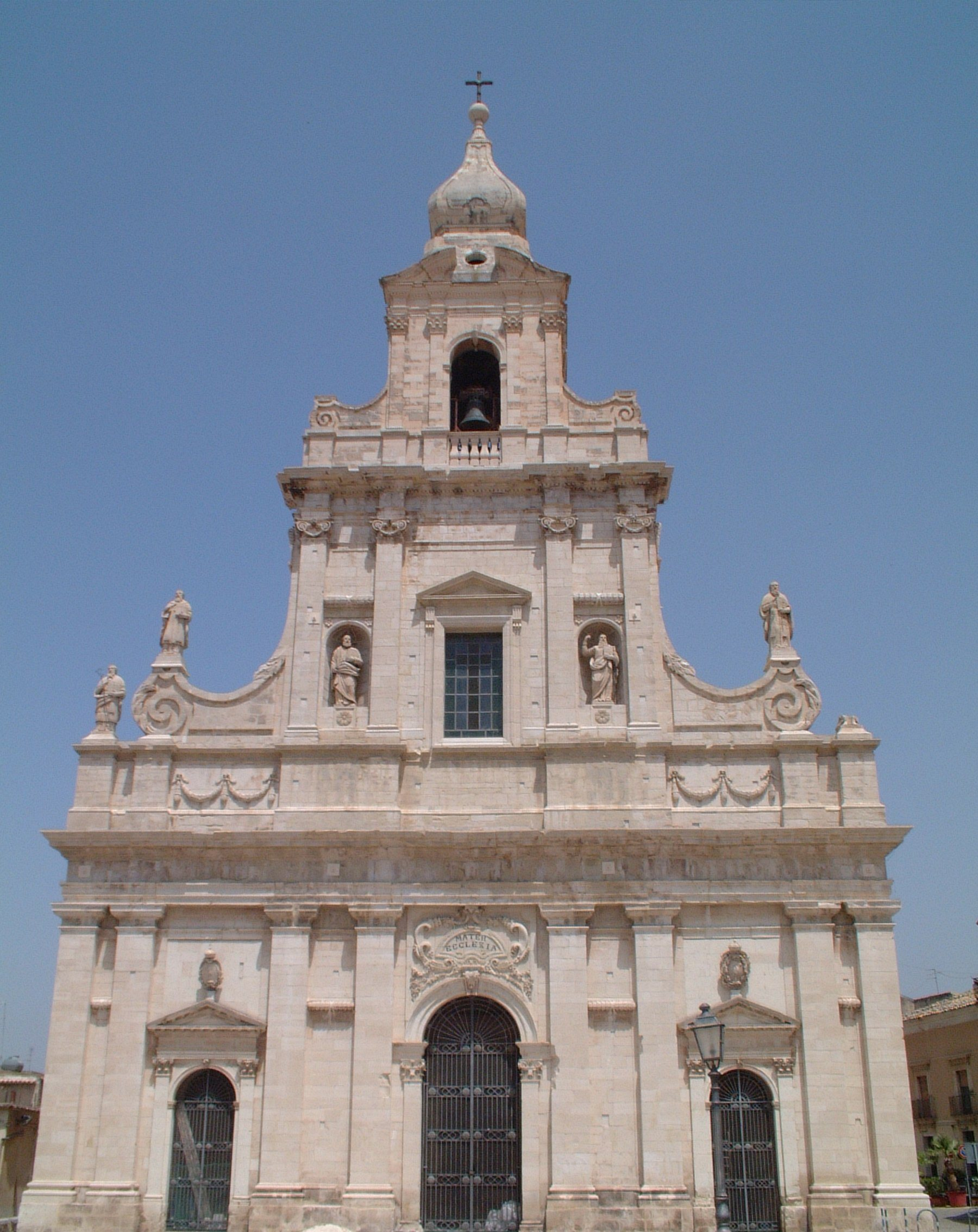
Comiso
Facciata del Duomo di Santa Maria delle Stelle, 2010

Le maggiori chiese del territorio sono:
|                   | Chiese barocche                              |
| ----------------- | -------------------------------------------- |
| Ragusa            | Cattedrale di San Giovanni Battista          |
| Ragusa            | Duomo di San Giorgio                         |
| Ragusa            | Chiesa di San Giuseppe                       |
| Ragusa            | Chiesa di Santa Maria dell'Itria             |
| Ragusa            | Chiesa delle Santissime Anime del Purgatorio |
| Modica            | Duomo di San Giorgio                         |
| Modica            | Duomo di San Pietro                          |
| Modica            | Collegiata di Santa Maria di Betlem          |
| Modica            | Chiesa di San Giovanni Evangelista           |
| Scicli            | Chiesa di San Matteo                         |
| Scicli            | Chiesa di San Bartolomeo                     |
| Scicli            | Chiesa di Santa Maria La Nova                |
| Scicli            | Chiesa di San Giovanni Evangelista           |
| Chiaramonte Gulfi | Basilica di Santa Maria La Nova              |
| Chiaramonte Gulfi | Santuario della Beata Maria Vergine di Gulfi |
| Chiaramonte Gulfi | Chiesa Commendale di san Giovanni Battista   |
| Chiaramonte Gulfi | Chiesa di San Vito Martire                   |
| Comiso            | Chiesa Santa Maria delle Stelle              |
| Comiso            | Chiesa Maria SS. Annunziata                  |
| Giarratana        | Basilica di Sant'Antonio                     |
| Giarratana        | Chiesa di San Bartolomeo                     |
| Ispica            | Basilica di Santa Maria Maggiore             |
| Ispica            | Chiesa della Santissima Annunziata           |
| Monterosso Almo   | Chiesa di San Giovanni Battista              |
| Vittoria          | Basilica di San Giovanni Battista            |
| Vittoria          | Chiesa Santa Maria delle Grazie              |

### Musei
a Chiaramonte Gulfi
- La cittadina ospita sei piccoli musei tra cui il Museo dell'olio, il Museo del ricamo e dello sfilato siciliano e la Pinacoteca Giovanni De Vita.

a Comiso
- Il Museo civico di storia naturale possiede oltre 7000 reperti fossili di vari invertebrati e vertebrati del quaternario siciliano.

a Modica
- Museo civico Franco Libero Belgiorno che raccoglie reperti archeologici del Paleolitico, tra cui quelli della grotta di Cava Lazzaro, del Neolitico, provenienti dal villaggio di contrada Pirrone, e di epoca paleocristiana. Vi si trovano anche materiali dell'antica età del bronzo provenienti dal villaggio di Baravitalla a Cava d'Ispica e da Cava Lazzaro. Il museo si trova in corso Umberto.
- Casa Museo di Salvatore Quasimodo.

a Ragusa

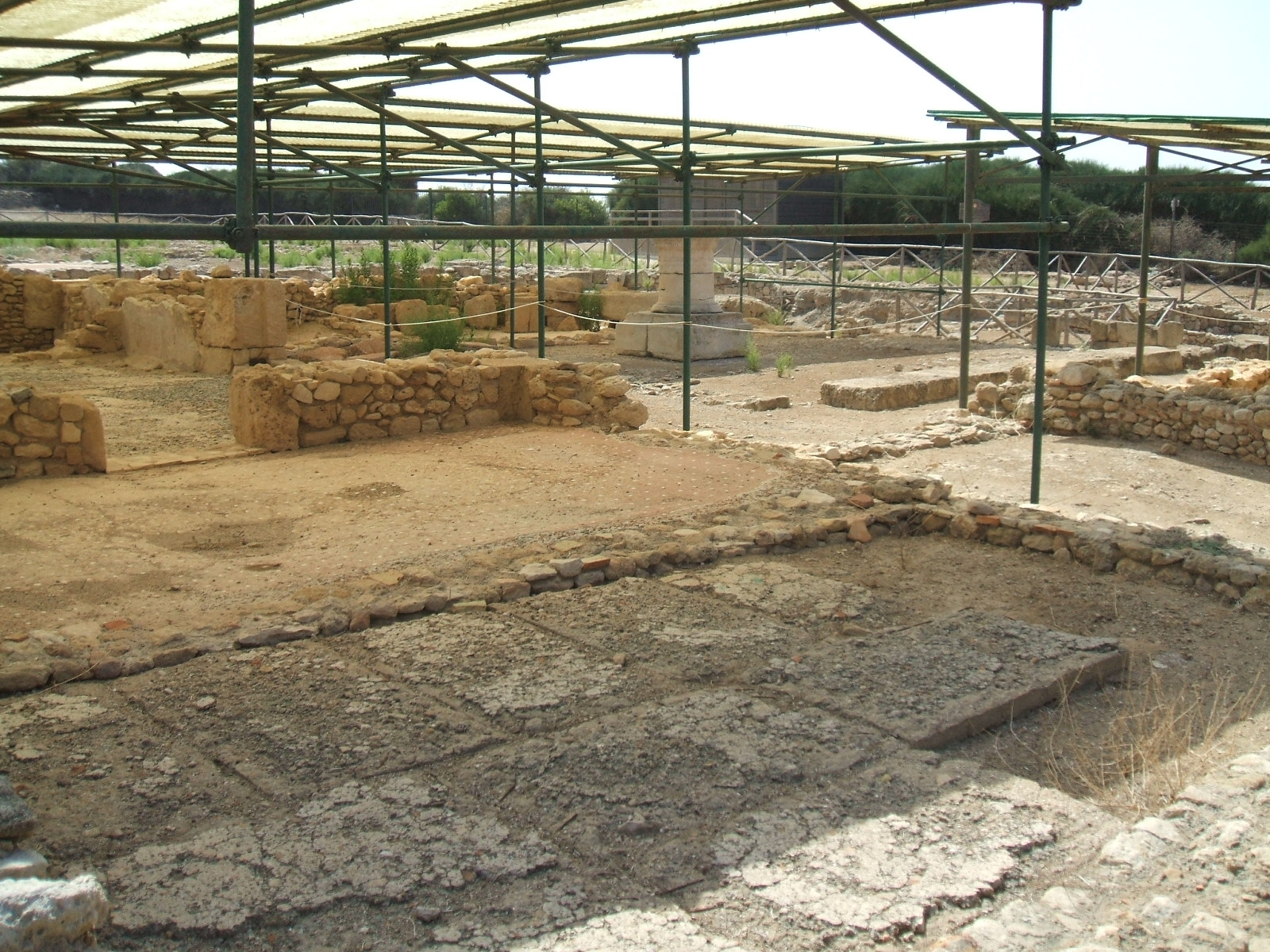
Casa dell'Altare di Camarina, 2006

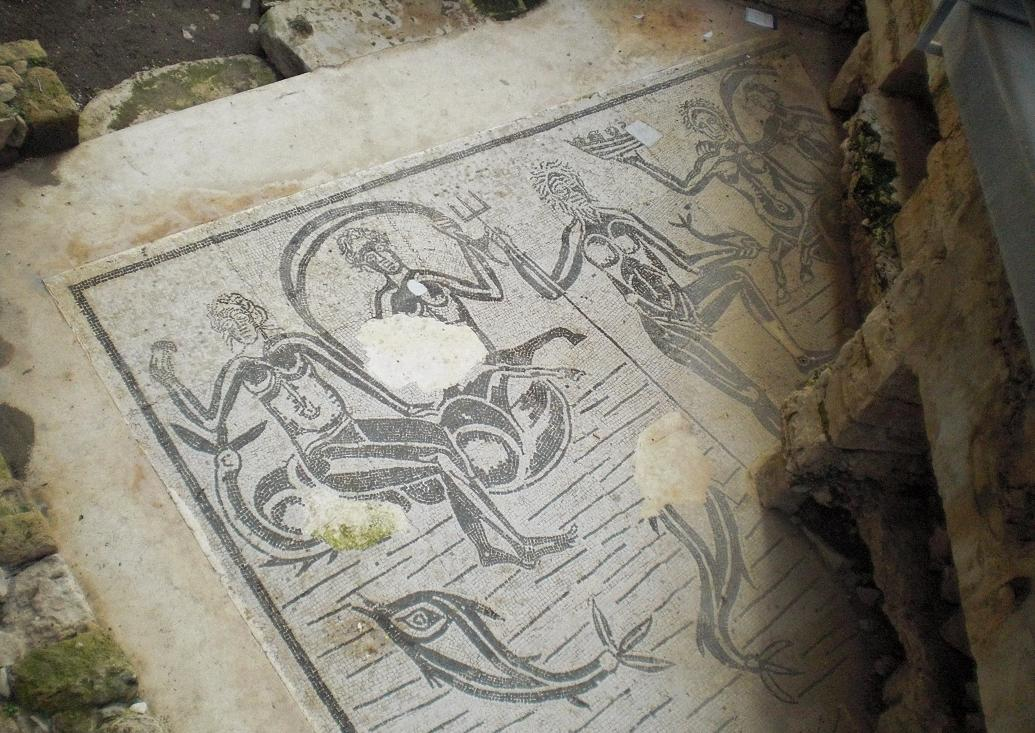
Mosaico romano a Comiso, 2009

- Museo archeologico ibleo accoglie reperti archeologici da tutto il territorio ibleo.
- Museo archeologico regionale di Kamarina custodisce la maggior parte dei reperti rinvenuti negli scavi della città greca.
- Civica raccolta Carmelo Cappello raccolta di opere dello scultore ragusano che nel 1994 furono donate alla città.
- Lista dei musei di Ragusa.

a Vittoria
- Museo civico polivalente prof. Virgilio Lavore, Museo Italo Ungherese, Museo d'arte Sacra Mons – Federico La China e il Museo della civiltà contadina.

### Aree archeologiche
|                      | Aree archeologiche                                 |
| -------------------- | -------------------------------------------------- |
| Chiaramonte Gulfi    | Zona archeologica di Scornavacche                  |
| Comiso               | Mosaici delle Terme Romane                         |
| Giarratana           | Zona archeologica di Kasmenai                      |
| Giarratana           | Villa Romana di C.da Orto Mosaico                  |
| Ispica               | Parco archeologico della "Forza e del Fortilitium" |
| Modica               | Parco archeologico della Cava Ispica Nord          |
| Modica               | Cava Lazzaro                                       |
| Ragusa               | Parco archeologico di Kamarina                     |
| Ragusa               | Zona archeologica di Hybla Heraia                  |
| Ragusa               | Zona archeologica di Castiglione                   |
| Santa Croce Camerina | Parco archeologico di Kaukana                      |
| Scicli               | Parco archeologico di Chiafura                     |

#### Altri siti
- Monte Arcibessi. Nel territorio di Monte Arcibessi sono presenti insediamenti fortificati ("castellieri") dell'età del Bronzo e dell'età del Ferro. Abitati preistorici, resti di insediamenti abitati greci arcaici, testimonianze di epoca ellenistico-romana e resti bizantini e medievali.
- Monte Casasia. Necropoli ellenistica del VII-VI secolo a.C. con tombe a grotticelle artificiali nei pressi di Monterosso Almo.
- Akrillai. Antica colonia siracusana fondata nel VII secolo a.C. vicino Chiaramonte Gulfi come avamposto militare sulla strada per Gela ed Agrigento.
- Grotta delle Trebacche. Sito archeologico di architettura funebre a carattere monumentale dell'epoca romana e bizantina.
- Riparo neolitico di Fontana Nuova non lontano da Marina di Ragusa.
- la "Pompei medievale", così è stata definita Terravecchia, l'antica città di Giarratana, da illustri archeologi francesi dell'università di Amiens.

### Castelli
|                      | Castelli                                               | Stato attuale                              |
| -------------------- | ------------------------------------------------------ | ------------------------------------------ |
| Acate                | Castello del Principe di Biscari (XV secolo)           | Buono                                      |
| Chiaramonte Gulfi    | Castello dei Chiaramonte (XIII secolo)                 | Arco dell'Annunziata e ruderi del torrione |
| Chiaramonte Gulfi    | Castello di Santa Maria (XVI secolo)                   | Rovine                                     |
| Chiaramonte Gulfi    | Torre di Mazzarronello (XVI secolo)                    | Buona                                      |
| Comiso               | Castello dei Naselli d'Aragona (XVI secolo)            | Buono                                      |
| Giarratana           | Castello di Terravecchia (XIII secolo)                 | Poche rovine                               |
| Ispica               | Fortilitium del Parco Forza (XII secolo)               | Rovine                                     |
| Modica               | Castello dei Conti (XIII secolo)                       | Buono                                      |
| Modica               | Torretta dell'Orologio (XIII-XVIII secolo)             | Buono                                      |
| Monterosso Almo      | Castello C.da Casale (XIII secolo)                     | Distrutto                                  |
| Pozzallo             | Torre Cabrera (XVI secolo)                             | Ottimo                                     |
| Pozzallo             | Castello Di Martino (XX secolo)                        | Rovine                                     |
| Ragusa               | Castello di Donnafugata (XIV secolo)                   | Ottimo                                     |
| Ragusa               | Castello di San Filippo (XIV secolo)                   | Ottimo                                     |
| Ragusa               | Castello Normanno (XI secolo)                          | Poche mura                                 |
| Ragusa               | Torre Cabrera (XVI secolo)                             | Buono                                      |
| Ragusa               | Torre Vigliena (XVI secolo)                            | Rovine                                     |
| Santa Croce Camerina | Torre Scalambri (XVI secolo)                           | Buono                                      |
| Santa Croce Camerina | Torre di Mezzo (XVII secolo)                           | Rovine                                     |
| Scicli               | Castellaccio (Castrum Magnum) (XIV secolo)             | Rovine                                     |
| Scicli               | Castello dei Tre Cantoni (Castrum Parvum) (XIV secolo) | Rovine                                     |
| Vittoria             | Castello (XVIII secolo)                                | Buono                                      |

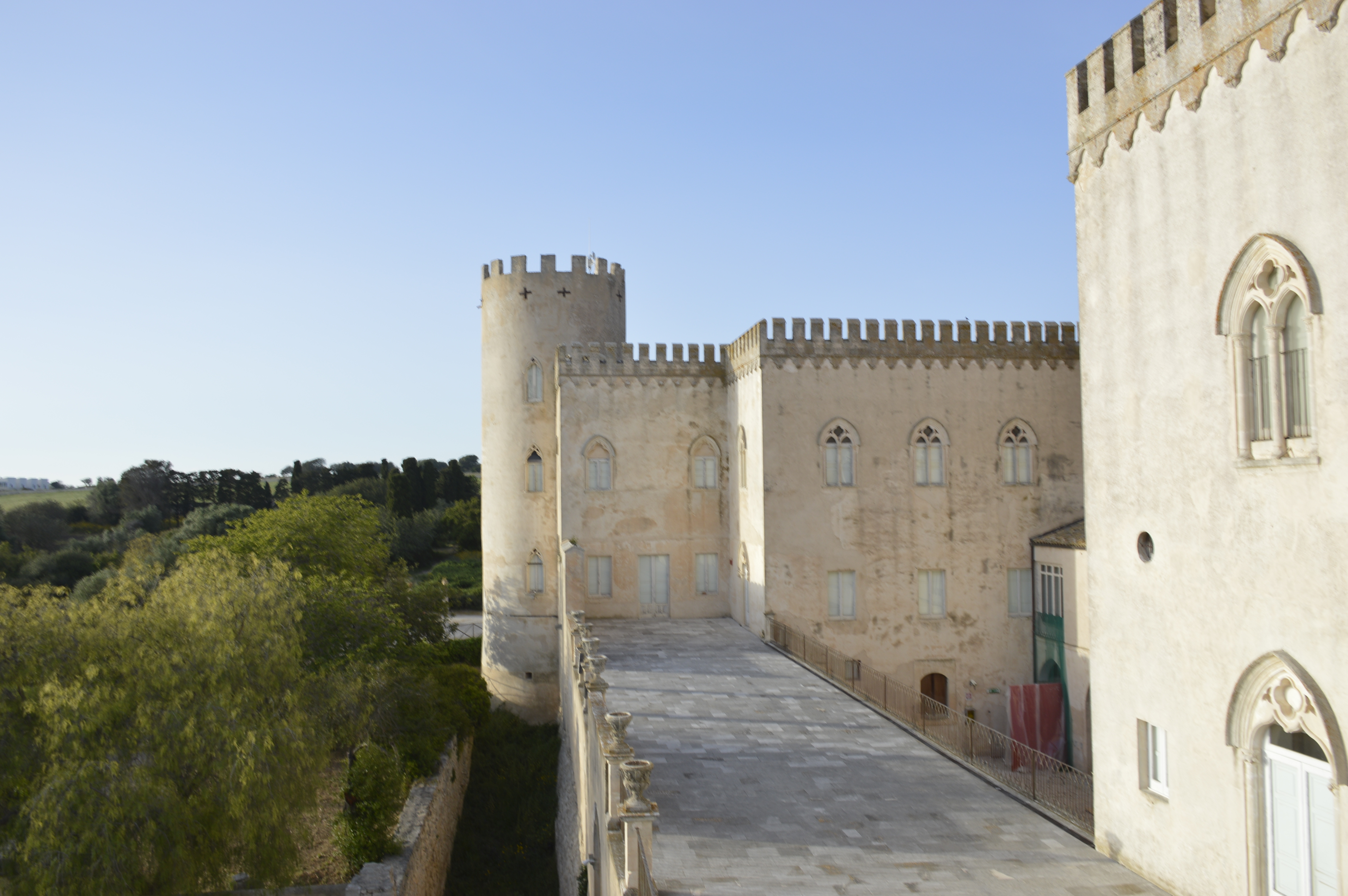
Castello di Donnafugata, 2017

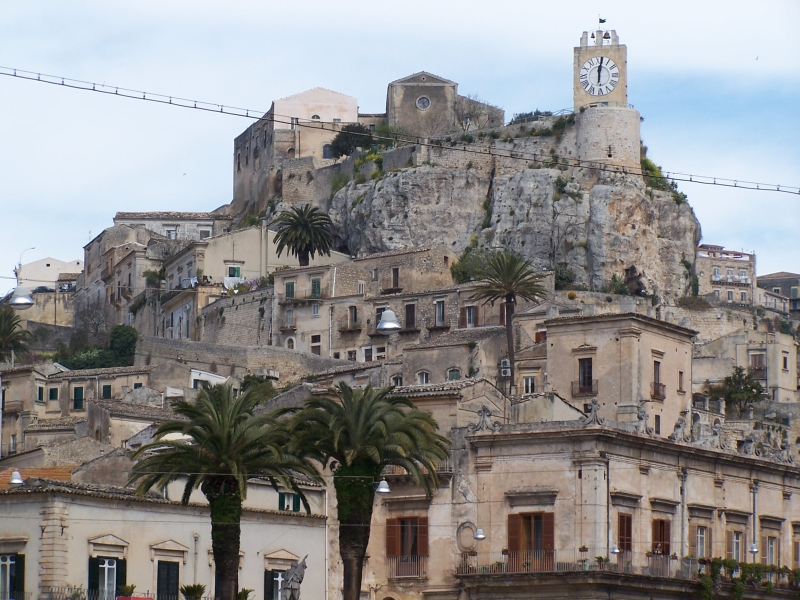
Castello dei Conti di Modica, 2005

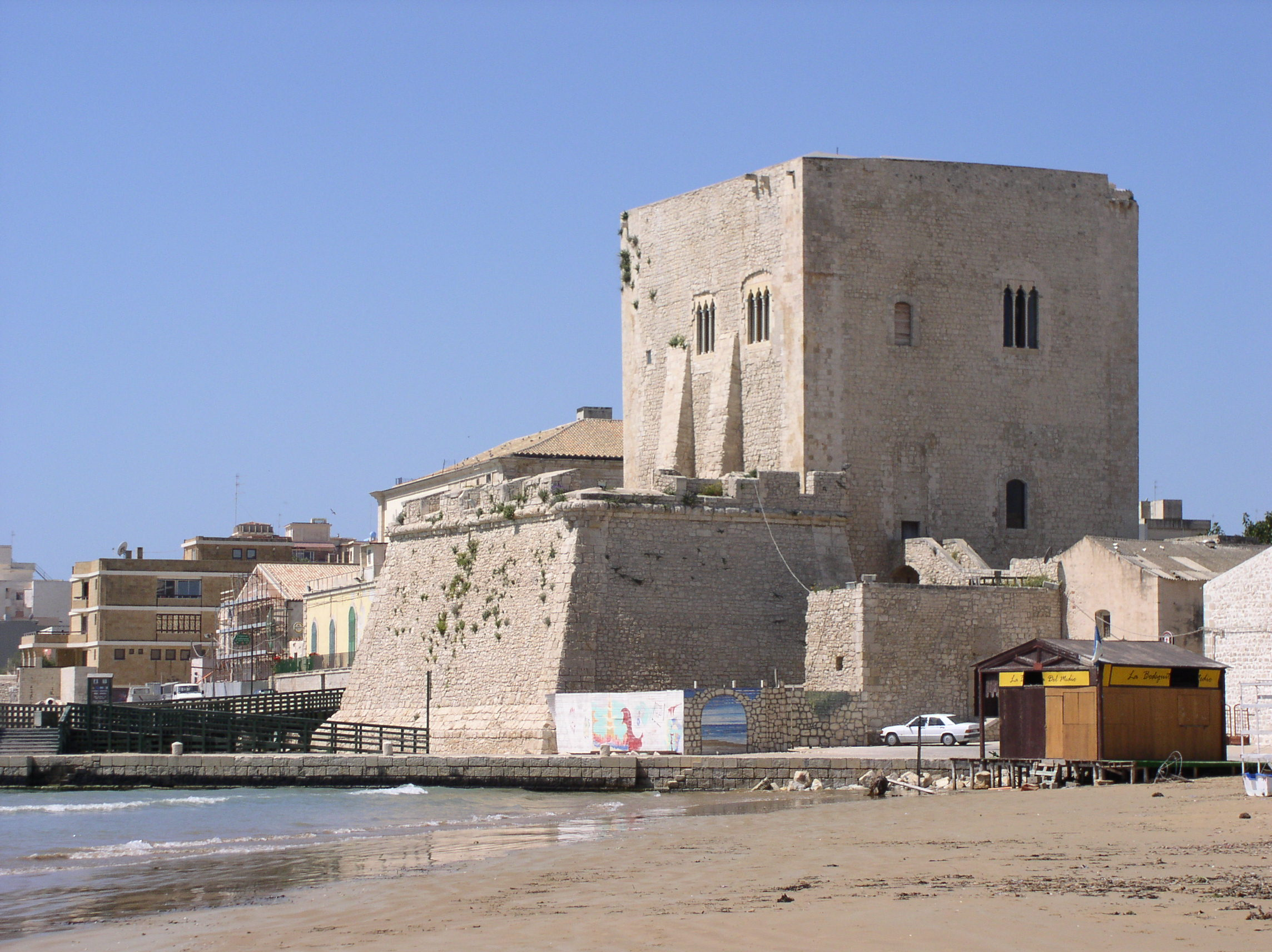
Torre Cabrera di Pozzallo, 2006

Il suo nome è di origine araba dato probabilmente a una costruzione o alla località. Le origini di una parte dell'edificio, tra cui la torre, risalgono alla metà del Settecento ma nel suo complesso il possente edificio è dovuto al Barone Corrado Arezzo che lo fece realizzare un secolo dopo inserendo nella facciata principale, in stile neogotico con richiami del veneziano, la bella loggia con gli eleganti archi trilobati. L'edificio si sviluppa su una superficie di 2500 m² e consta di ben 122 vani. Il piano nobile è dotato dell'arredamento originale dell'epoca; vi si accede mediante una grande scalinata monumentale in pietra-pece (tipica della zona ragusana ricca di bitume e olio minerale). Notevoli il salone degli stemmi, con affreschi parietali di insegne nobiliari delle grandi famiglie siciliane, il salone degli specchi, la sala della musica, la stanza del biliardo e la stanza da letto della principessa di Navarra. Le stanze, le sale e i corridoi sono decorati con stucchi ed affreschi. Il Castello è attorniato da un parco lussureggiante di quasi 8 ettari con grandi alberi di Ficus, ed altre essenze esotiche. Al suo interno si trovano un labirinto, un tempietto circolare, una coffee-house e delle grotte artificiali. Il castello è stato acquisito dal Comune di Ragusa nel 1982 e in seguito restaurato. Le sale del castello vengono spesso utilizzate come set di produzioni cinematografiche.

## Società

### Evoluzione demografica
Il libero consorzio comunale di Ragusa ha una popolazione di 317.790 (dato di giugno 2023) abitanti con densità abitativa di circa 195 abitanti per km².
Il capoluogo, Ragusa, è il comune più popolato, ma vista la considerevole estensione del territorio comunale, con 167 abitante per km², risulta soltanto settimo quanto a densità abitativa.
La popolazione dell'ex provincia, dal 1982 al 2001 ha avuto un incremento pari al 7,6% con un differenziale positivo di 20.811 abitanti.
Degli altri undici comuni del libero consorzio, Vittoria e Modica superano i cinquantamila abitanti, mentre gli altri hanno una popolazione fra i trentamila e i tremila abitanti. Il comune meno popoloso è Monterosso Almo, mentre quello più densamente popolato è Pozzallo con una densità abitativa di 1.230,05 ab./km². Pozzallo è anche il comune meno esteso con una superficie di soli 14,94 km².

## Comuni
Appartengono al libero consorzio comunale di Ragusa i seguenti 12 comuni:
| Stemma | Città                | Popolazione (ab) | Superficie (km²) | Mappa | Sito istituzionale   |
| ------ | -------------------- | ---------------- | ---------------- | ----- | -------------------- |
|        | Acate                | 10 480           | 101,40 km²       |       | Acate                |
|        | Chiaramonte Gulfi    | 8 009            | 126,00 km²       |       | Chiaramonte Gulfi    |
|        | Comiso               | 30 284           | 64,93 km²        |       | Comiso               |
|        | Giarratana           | 3 039            | 43,47 km²        |       | Giarratana           |
|        | Ispica               | 16 557           | 113,5 km²        |       | Ispica               |
|        | Modica               | 53 392           | 290,77 km²       |       | Modica               |
|        | Monterosso Almo      | 2 724            | 56,30 km²        |       | Monterosso Almo      |
|        | Pozzallo             | 18 923           | 14,94 km²        |       | Pozzallo             |
|        | Ragusa               | 73 891           | 442 km²          |       | Ragusa               |
|        | Santa Croce Camerina | 11 481           | 40,76 km²        |       | Santa Croce Camerina |
|        | Scicli               | 26 781           | 137,57 km²       |       | Scicli               |
|        | Vittoria             | 65 738           | 181,31 km²       |       | Vittoria             |

## Amministrazione
Il Presidente del Libero consorzio viene eletto dai Sindaci e dai consiglieri comunali dei comuni che ne fanno parte. Dalla sua istituzione al 2025, il Libero consorzio comunale è stato presieduto da un commissario straordinario di nomina regionale.
Il Decreto del Presidente della Regione Siciliana Renato Schifani n. 512/GAB del 13 febbraio 2025 ha indetto le elezioni in Sicilia dei "Presidenti e dei Consigli dei liberi Consorzi comunali di Agrigento, Caltanissetta, Enna, Ragusa, Siracusa e Trapani nonché dei Consigli Metropolitani di Palermo, Catania e Messina" per domenica 27 aprile 2025.
Le elezioni sono state vinte dal sindaco di Comiso, professoressa Maria Rita Annunziata Schembari; esse, inoltre, hanno prodotto i 12 consiglieri componenti il Consiglio provinciale.

### Commissari straordinari di nomina regionale (2015–2025)
| Nominativo          | Mandato           | Mandato           |
| Nominativo          | Inizio            | Fine              |
| ------------------- | ----------------- | ----------------- |
| Dario Cartabellotta | 4 agosto 2015     | 30 gennaio 2018   |
| Salvatore Piazza    | 30 gennaio 2018   | 15 settembre 2023 |
| Patrizia Valenti    | 15 settembre 2023 | 28 aprile 2025    |

### Presidenti del Libero consorzio comunale (dal 2025)
| Nº | Nº | Ritratto | Nome                            | Mandato        | Mandato   | Partito           | Elezione | Note          |
| Nº | Nº | Ritratto | Nome                            | Inizio         | Fine      | Partito           | Elezione | Note          |
| -- | -- | -------- | ------------------------------- | -------------- | --------- | ----------------- | -------- | ------------- |
| 1  |    |          | Maria Rita Annunziata Schembari | 28 aprile 2025 | in carica | Fratelli d’Italia | 2025     | [ 80 ] [ 81 ] |

## Sport

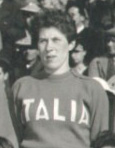
Nidia Pausich, esperta giocatrice della nazionale italiana di basket impegnata nel Campionato europeo femminile di pallacanestro 1968, 1955

Importante evento organizzato nel 1968 a Ragusa (FIBA EuroBasket Women 1968) fu l'Europeo femminile di basket. Nel capoluogo si disputarono le eliminatorie del gruppo A, vinte dalla nazionale jugoslava e le finali di consolazione, in cui si affermò la Romania.

### Calcio
Nel calcio sono quattro le società ragusane ad aver raggiunto i campionati nazionali, anche se alcune sono incorse in difficoltà economiche di rilievo:
- Unione Sportiva Ragusa, fallita nel 2007, squadra che ha militato per diversi anni in C2.
- Football Club Vittoria, fallito nel 2006 dopo aver raggiunto nel 2004 la serie C1.
- Modica Calcio, scomparso nel 2006.
- Polisportiva Comiso, che nel 2007 si è trasferita a Vittoria.

### Calcio a 5
Valente società sportiva ragusana è la Pro Scicli, che nella stagione 2006-2007 è stata promossa per la prima volta in Serie A di calcio a 5.

### Pallacanestro
- È fallita nel 2006 la Virtus Ragusa, importante espressione del basket siciliano maschile che, a cavallo tra gli anni novanta e il duemila, ha disputato la Legadue.
- La Nova Virtus Ragusa, milita nel campionato nazionale di serie C1.
- L'Olympia Comiso, ha anch'essa raggiunto la serie C1.
- L'associazione polisportiva dilettantistica Victoria Docet Basket che ha raggiunto il campionato di Serie D.
- La Virtus Eirene Ragusa, squadra femminile, nella stagione 2012-13 ha raggiunto la serie A1 e si è subito affermata come una delle squadre più forti a livello nazionale, vincendo 2 Coppe Italia e arrivando due volte agli ottavi di finale di Eurocup.

### Altri sport

#### Rugby
Il Ragusa Rugby Club rappresenta il rugby ibleo dal 1967: al massimo è arrivato in Serie B.

#### Automobilismo
- Coppa Monti Iblei, cronoscalata che si svolge ogni settembre a Chiaramonte Gulfi.
- Rally del Barocco, sul territorio provinciale.

#### Tamburello
Le società ragusane ad aver vinto titoli nazionali sono:
- G.S. Tamburello Ragusa che ha vinto pure molti titoli europei di tamburello a 3 e tambeach
- Tambeach Kaukana di Ragusa che ha vinto titoli nazionali di tambeach
- G.S.A. Modic che ha vinto nel tamburello a 3 femminile
- Tambeach Cava d'Aliga che ha vinto molti titoli nazionali in tutte le specialità di tambeach

#### Tennis Tavolo
- Emaia Vittoria, che ha vinto i campionati italiani femminili di tennis tavolo nel 1991 e 1992.[85] Negli ultimi anni sta scercando di affermarsi questa disciplina nei paesi iblei con risultati soddisfacenti: nel 2011/2012 l'Asd ScicliSport ha ottenuto la promozione in serie C1 dove ha militato per un anno, prima di essere retrocessa in serie C2. L'Asd TT Vittoria milita anch'essa i serie C2 da diversi anni, sfiorando per diversi anni, la promozione.
- A Modica l'attività è ripresa dopo alcuni anni di difficoltà. attualmente la Pgs Orsa Modica, legata all'Oratorio salesiano "San Domenico Savio", milita in serie D1. Il Tennis Tavolo è stato impiantato presso l'oratorio di Modica nel 1997 dal Sacerdote Salesiano don Giovanni Alibrandi (1933-2005) che ha coinvolto decine di ragazzi attraverso questo sport. si sono ottenuti risultati brillanti in ambito PGS (Polisportiva giovanile Salesiana) giungendo alla conquista dei Campionati nazionali nel 2000 a Senigallia. È stata ottenuta la promozione di Serie C2 dove la Pgs Orsa Modica ha militato per 8 anni fino al 2006. il ricordo di Don Alibrandi è vivo nel ricordo dei ragazzi di Modica per la sua passione per il tennis tavolo e il suo tifo proverbiale per il Milan.
- Attualmente nel Ragusano esistono 5 società sportive legate a questa pratica sportiva:[86] Asd Tennis tavolo Vittoria, Asd Tennis-Tavolo Scicli Sport, Asd Pgs Orsa Modica,[87] Ping pong Club Ragusa Dimensione Corpo e Risurrezione vittoria, legata all'Asd TT Gela.

### Atleti

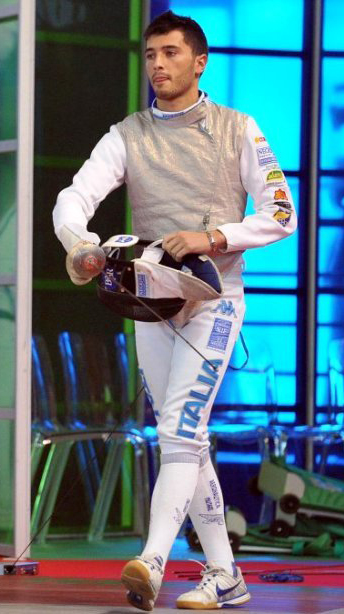
Giorgio Avola

- Santino Coppa di Ragusa, allenatore di pallacanestro, è il fondatore e il tecnico del Trogylos Priolo dal 1970 e ha diretto anche la nazionale maltese di basket femminile.
- Gianni Iapichino, nato a Columbus ma originario di Vittoria, astista e multiplista, tre volte campione nazionale assoluto di salto con l'asta
- Giorgio Lucenti di Ragusa, calciatore, è cresciuto nell'U.S. Ragusa e ha giocato in Serie A con Empoli, Cagliari e Catania.
- Danilo Napolitano di Vittoria, ciclista, ha vinto la Coppa Bernocchi, il Giro di Romagna, una tappa al Giro d'Italia 2007 ed è stato convocato per due volte ai mondiali di ciclismo su pista.
- Luca Marin di Vittoria, nuotatore, detiene il primato italiano dei 400 metri misti in vasca da 25 metri con il tempo di 4‘01‘‘71. Ha vinto la medaglia d'oro sulla stessa distanza in vasca breve ai Campionati europei del 2006 a Helsinki.
- Damiano Caruso di Ragusa, ciclista, ha vinto la medaglia di bronzo nella cronometro a squadre maschile al Mondiale 2018 e si è classificato secondo al Giro d'Italia 2021.
- Giorgio Avola di Modica, schermidore, ha vinto una medaglia d'oro alle Olimpiadi di Londra 2012 nel fioretto a squadra e ha vinto 4 ori e 3 bronzi ai Campionati mondiali di scherma.

### Impianti sportivi
Il principale impianto sportivo ragusano è lo Stadio Aldo Campo, situato in contrada Selvaggio, nel capoluogo. È stato edificato nel 1972 ed è impiegato per calcio e rugby potendo ospitare un massimo di 3.500 spettatori. Nella stessa zona, si trova il principale Palazzetto dello sport della zona, il PalaMinardi, che può ospitare 3.500 persone. Impiegato fino a poco tempo fa per la pallavolo (ha ospitato anche la nazionale italiana) e per la pallacanestro (vi giocava la Virtus Ragusa in Legadue), è stato impiegato anche per le arti marziali. Altri impianti sportivi iblei sono il PalaPadua di Ragusa con 2.000 posti a sedere, il PalaMarsala (Ragusa) con 500 e a Comiso il PalaDavolos che ha 620 posti.
Il Comunale di Vittoria, con 5.000 posti è diventata la struttura più capiente del territorio di Ragusa ed è il secondo impianto calcistico per importanza, seguito dal Caitina di Modica, che arriva a 2.500 posti a sedere. Il comunale di Comiso può ospitare 1800 spettatori mentre la Pro Scicli gioca al campo Geodetico di villaggio Jungi.

## Galleria d'immagini

### Chiaramonte Gulfi

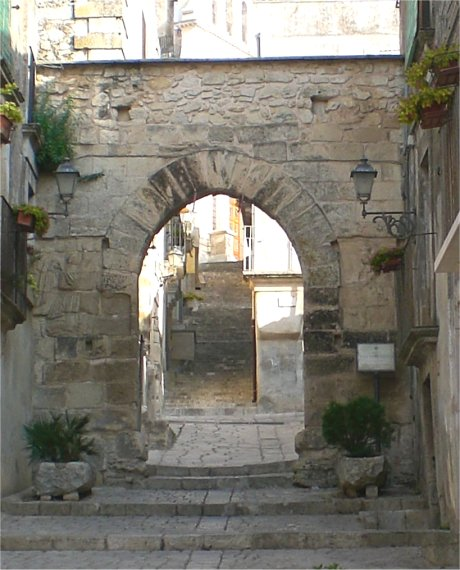
Arco dell'Annunziata (XIV secolo)

### Ispica

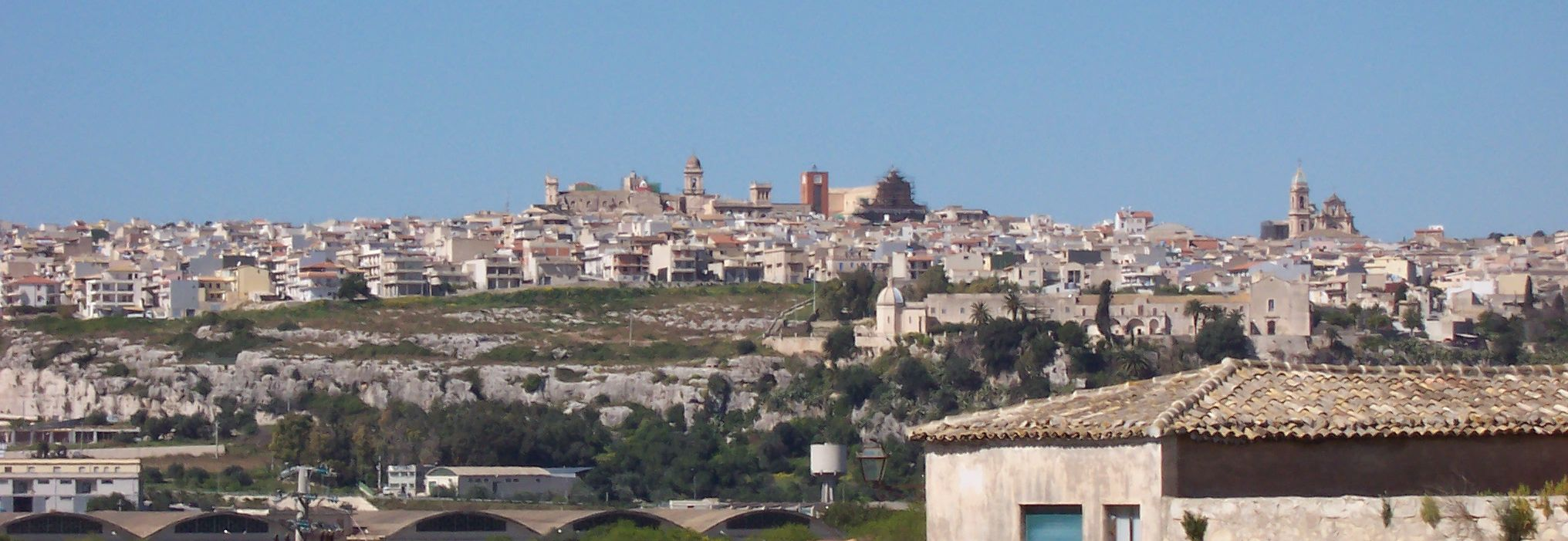
Panorama
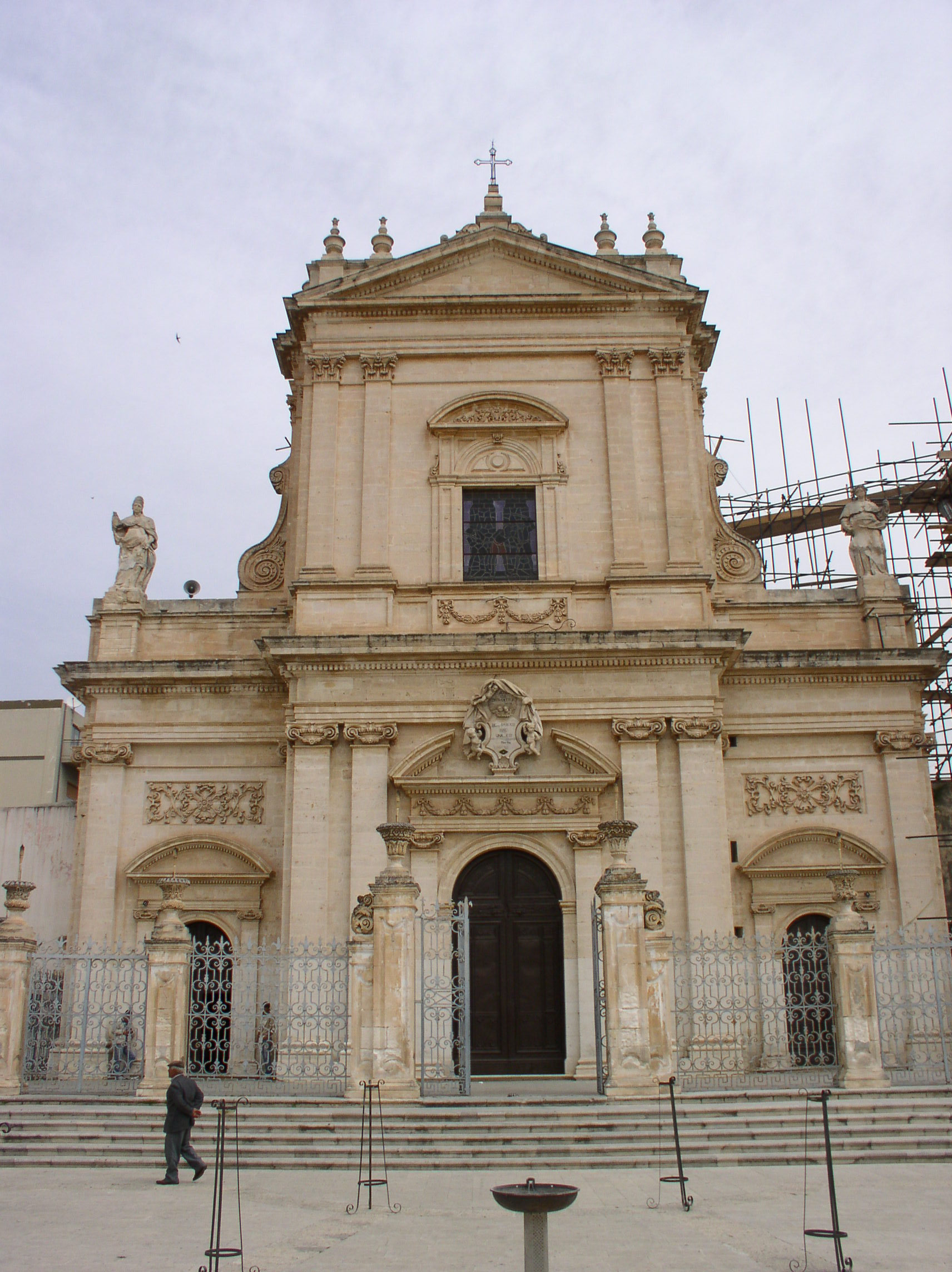
La facciata della basilica di Santa Maria Maggiore
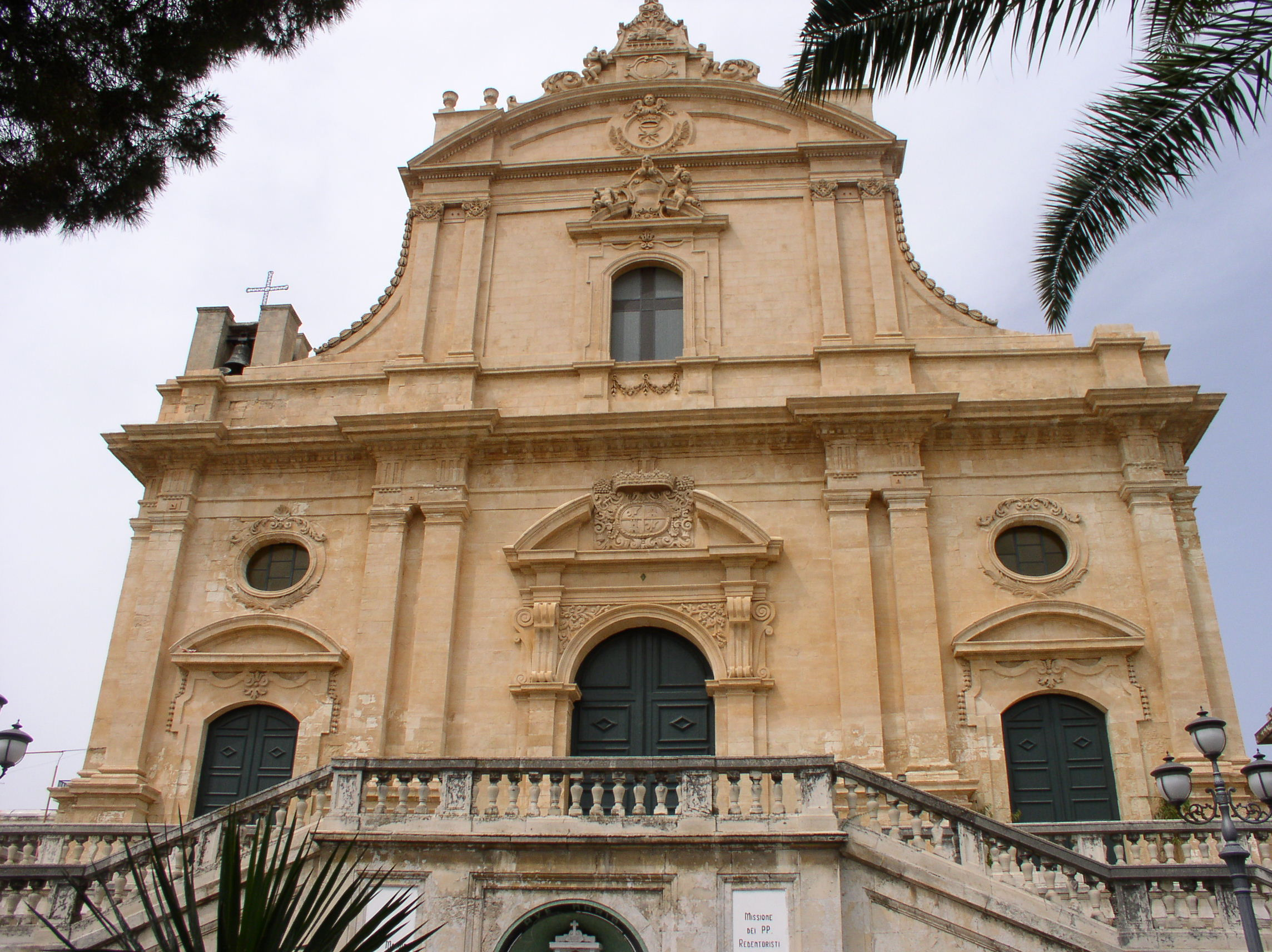
La matrice di San Bartolomeo
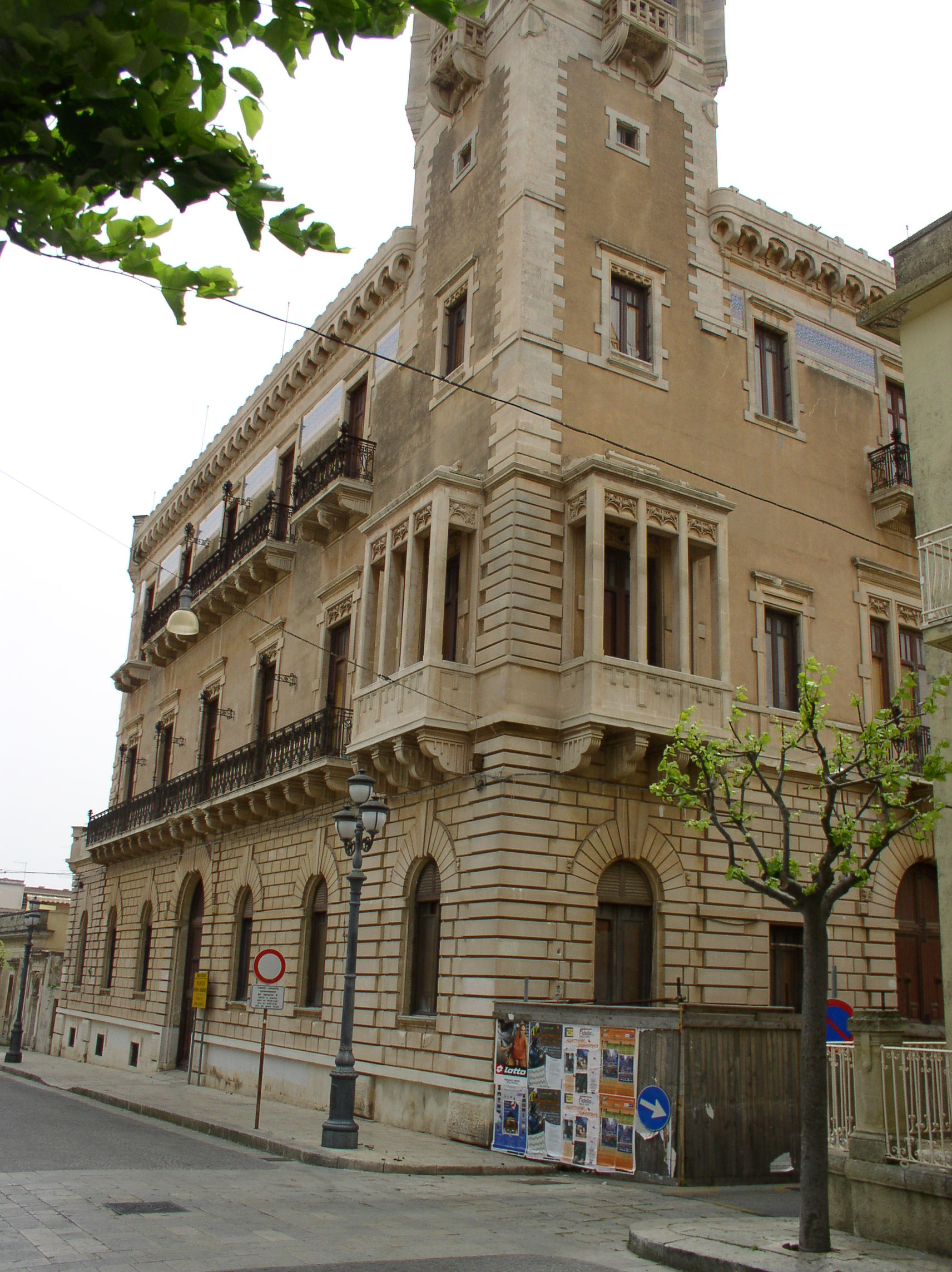
Palazzo Bruno di Belmonte
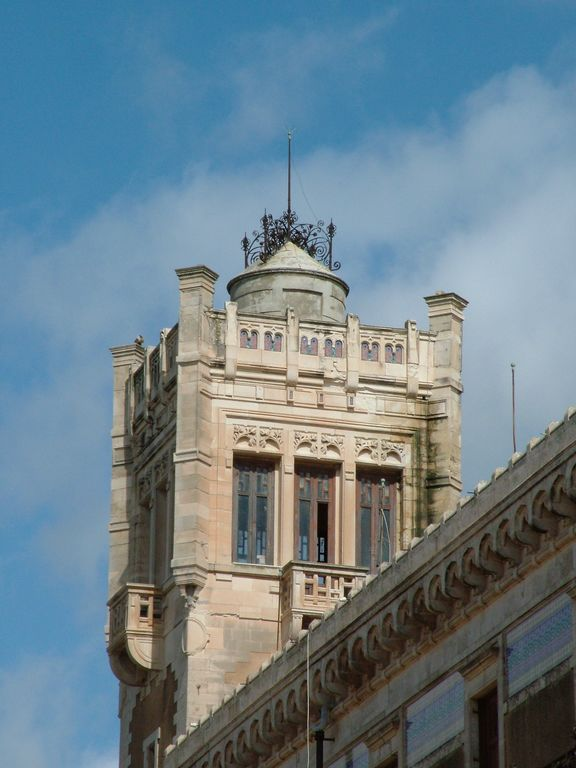
Particolare della Torre di Palazzo Bruno di Belmonte
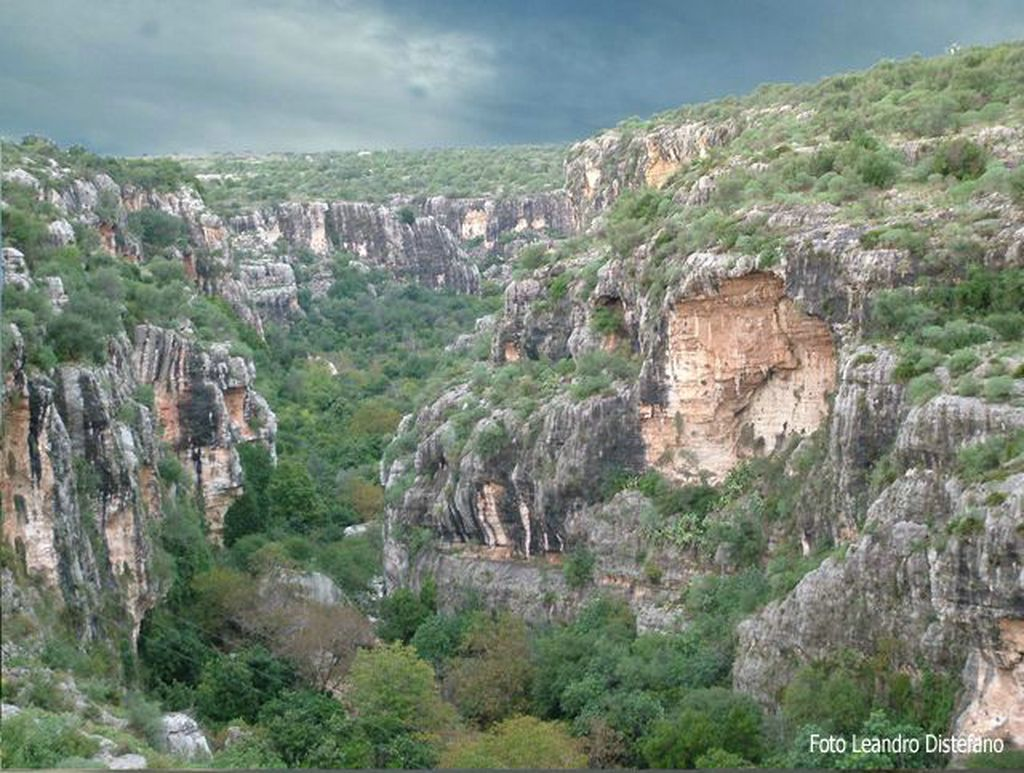
Cava d'Ispica vista dal Parco Forza

### Modica

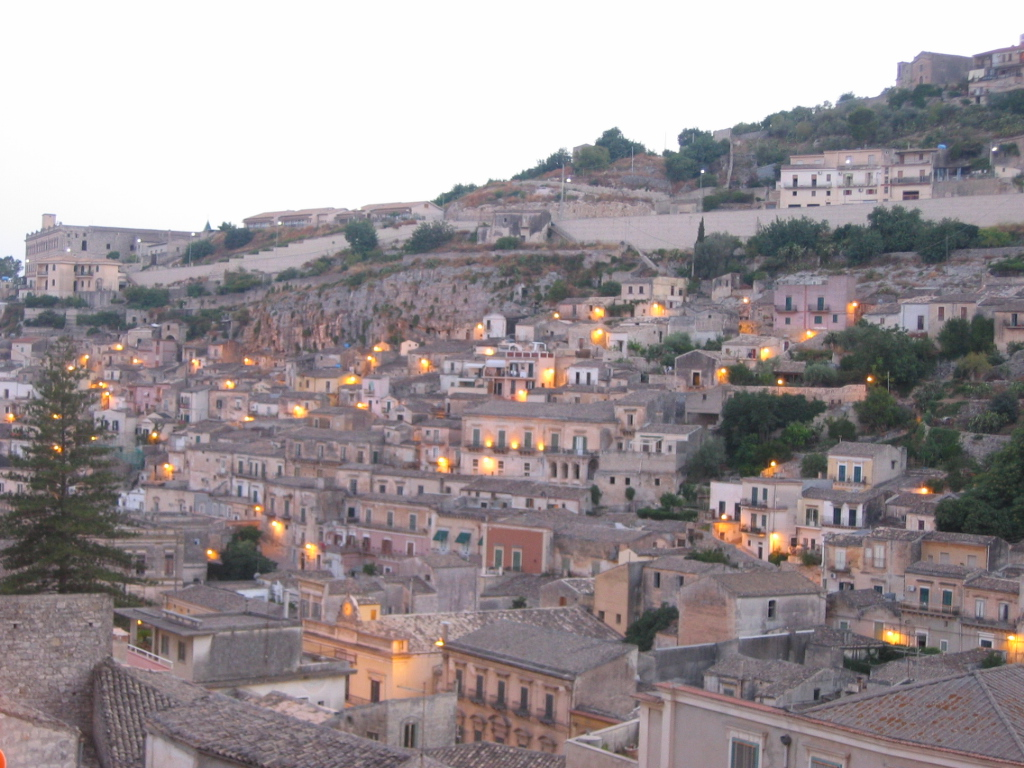
Panorama di Modica Bassa
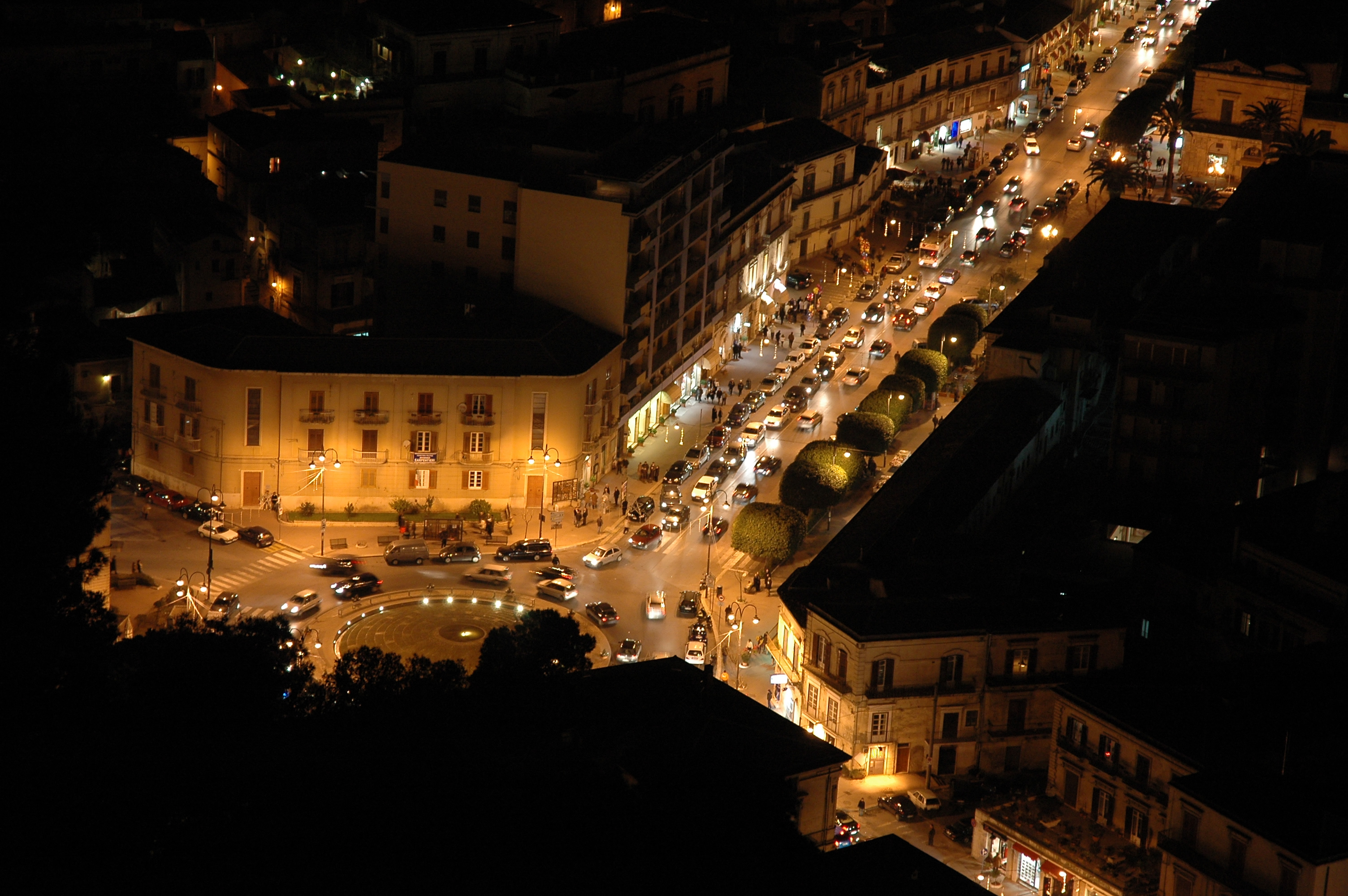
Veduta notturna di corso Umberto I a Modica Bassa
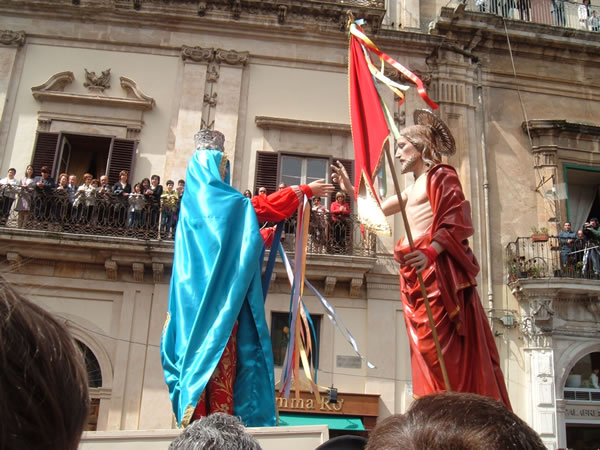
Madonna Vasa-Vasa
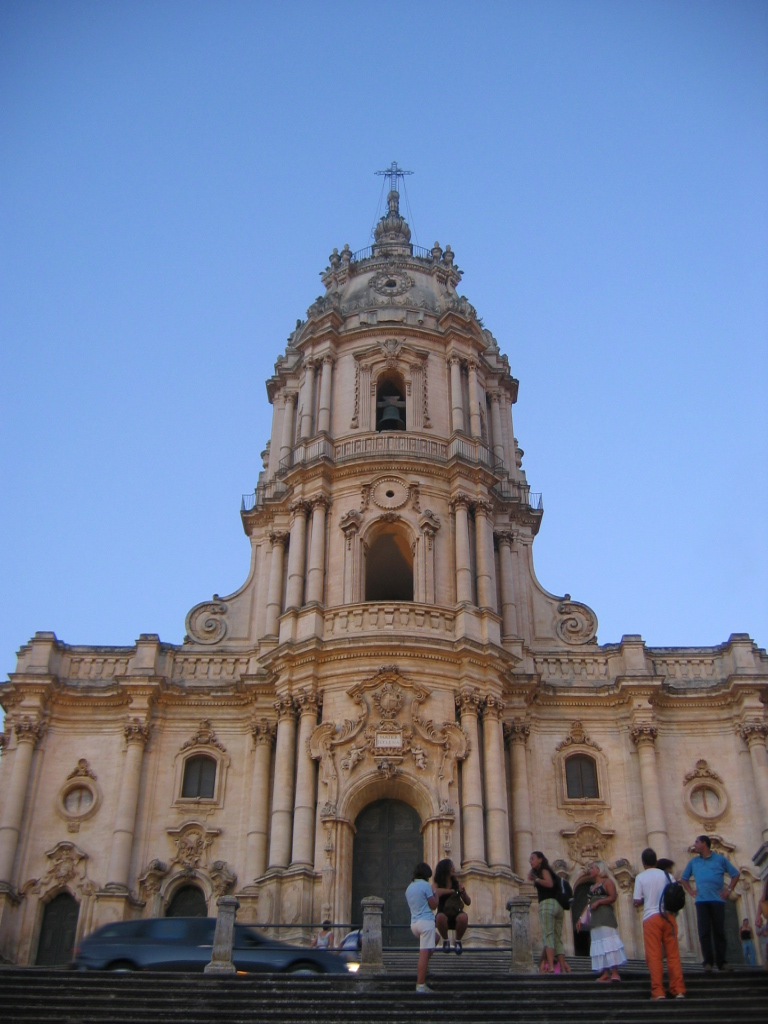
La facciata della Chiesa Madre di San Giorgio
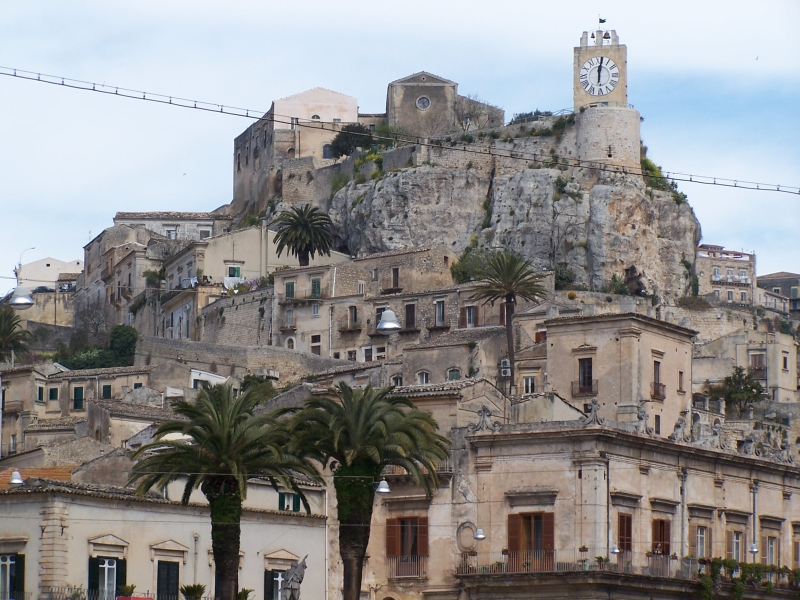
Il Castello dei Conti
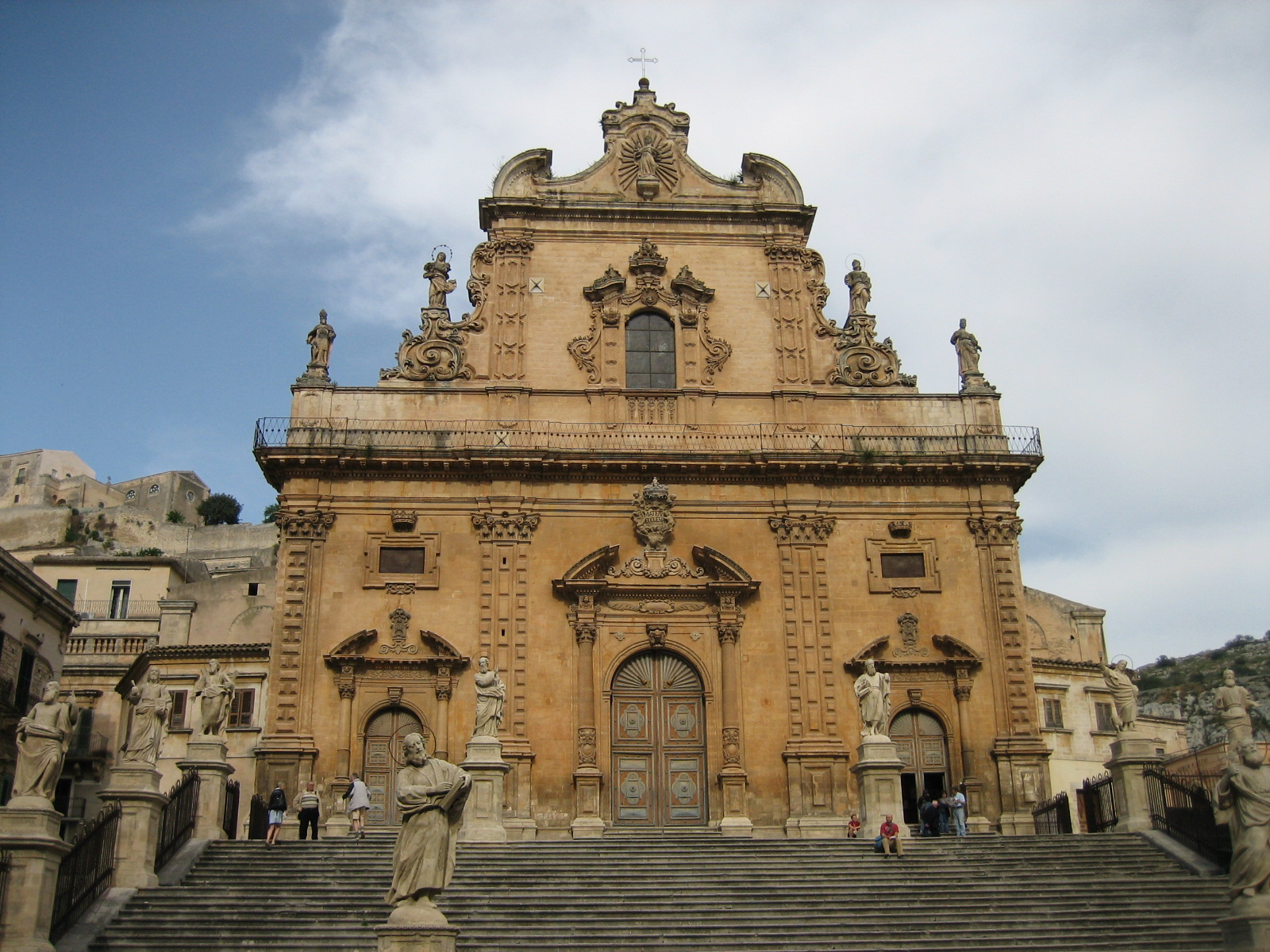
Duomo di San Pietro
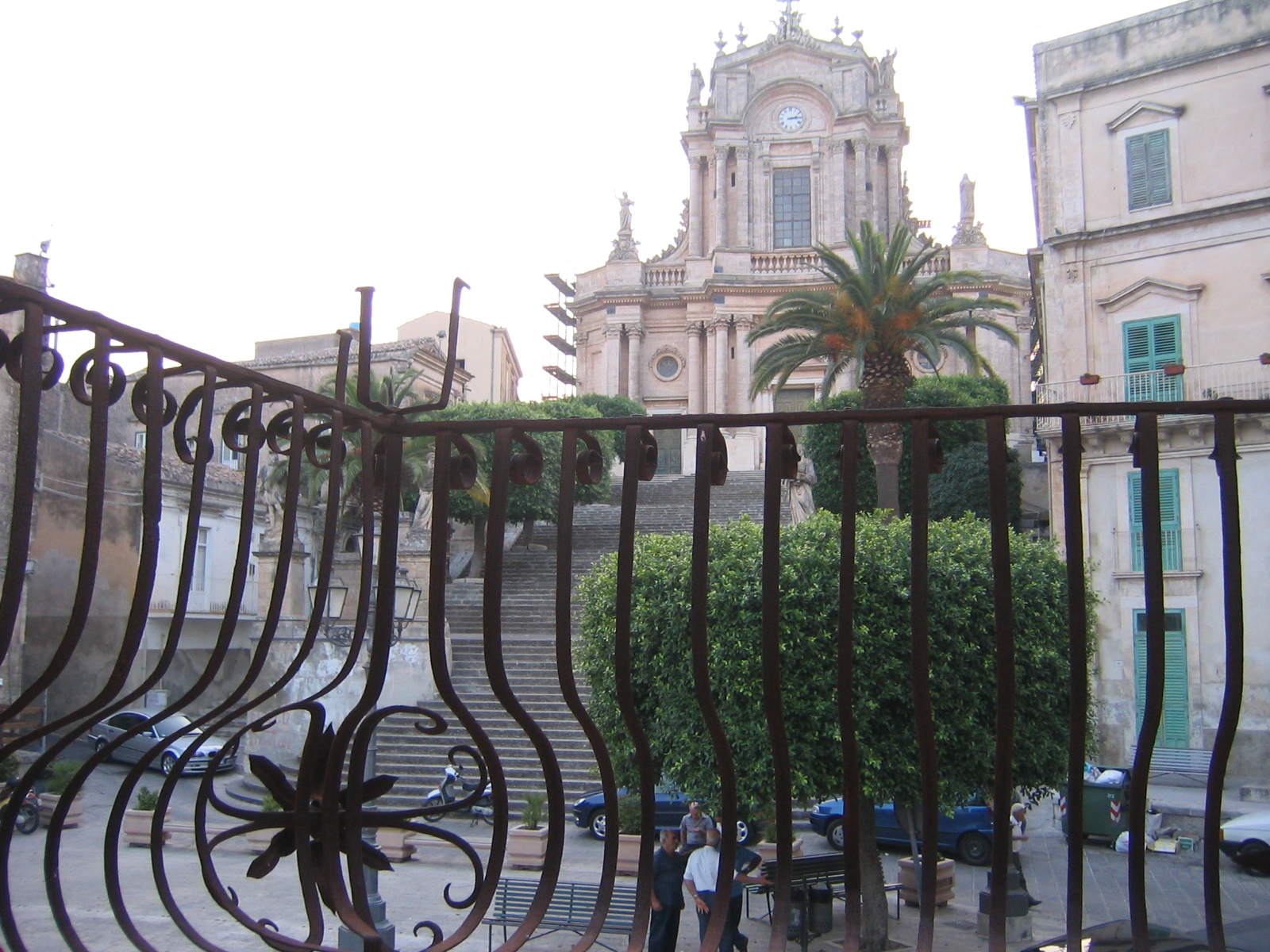
Chiesa di San Giovanni Evangelista vista da palazzo De Naro-Papa
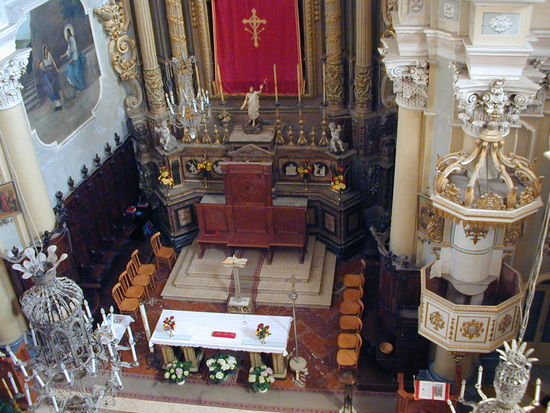
Interno della Chiesa del Santissimo Salvatore a Modica

### Monterosso Almo

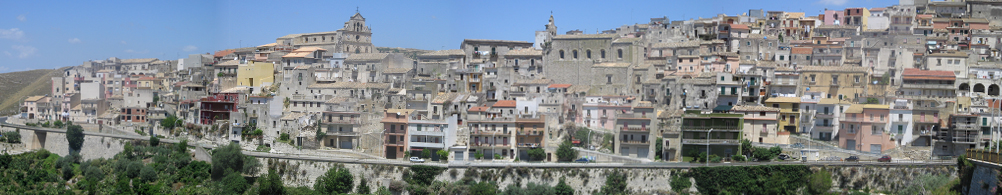
Panorama

### Pozzallo

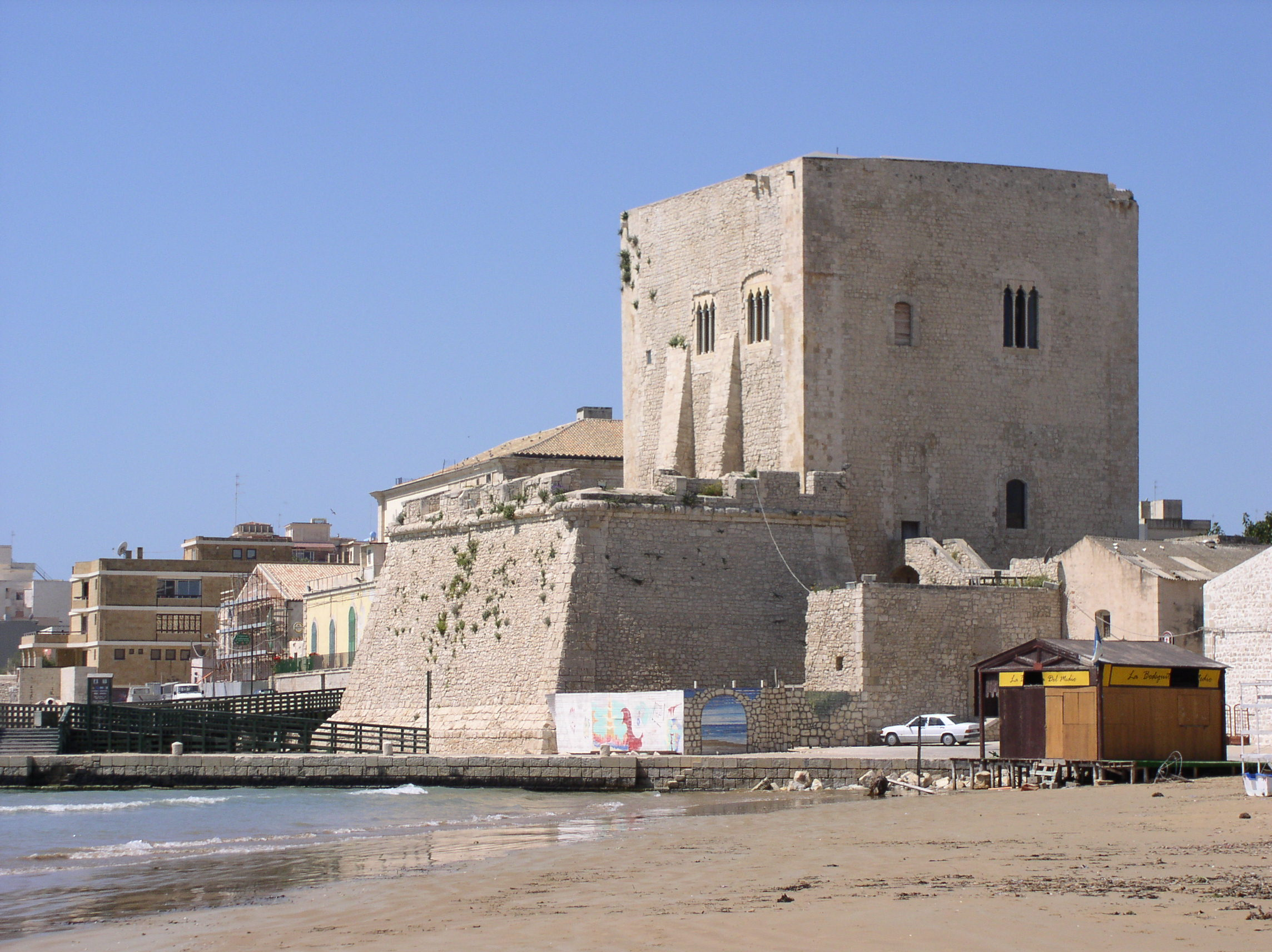
La Torre Cabrera

### Scicli

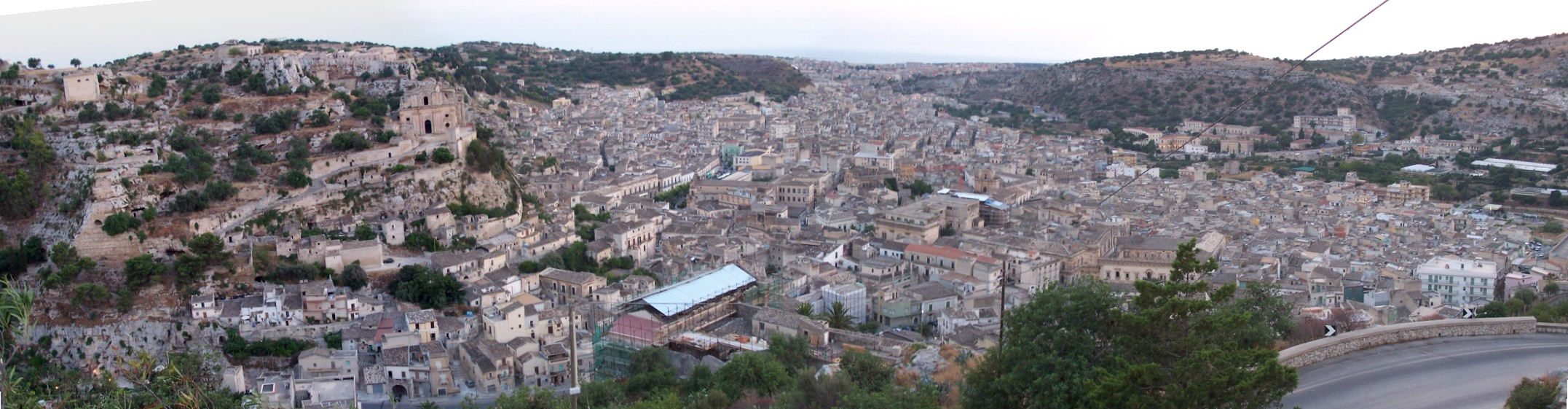
Panorama
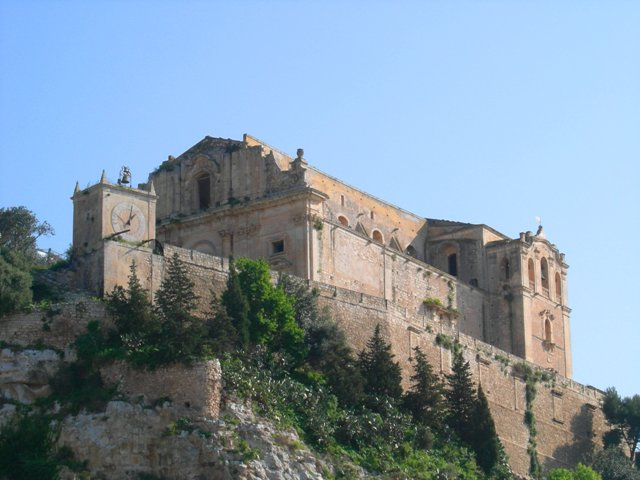
Chiesa di San Matteo
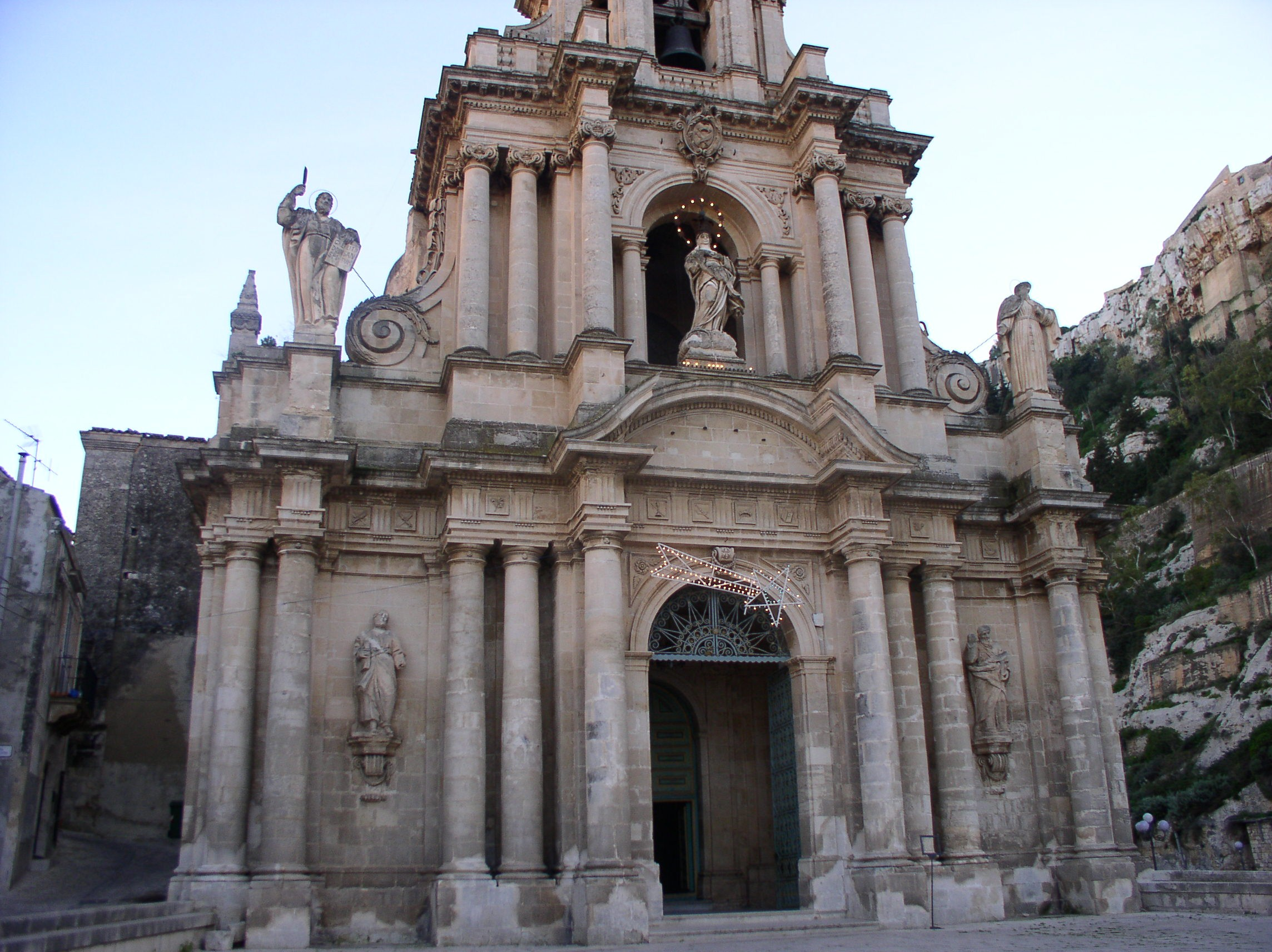
Chiesa di San Bartolomeo
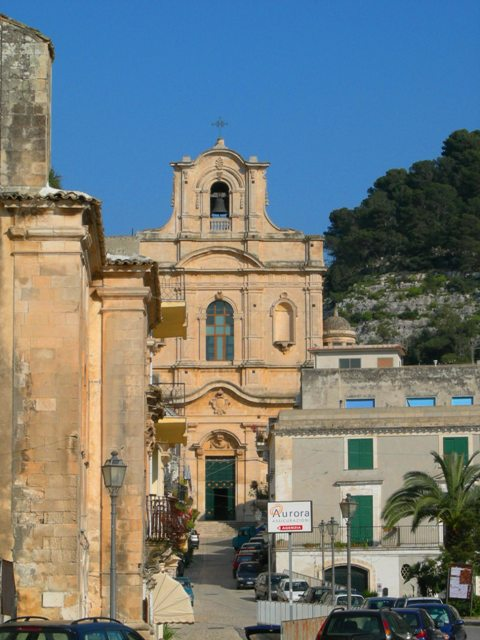
Chiesa di Santa Maria La Nova
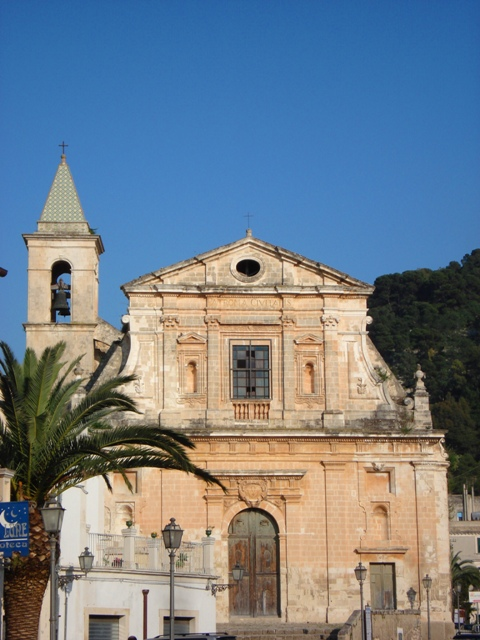
Chiesa di Santa Maria della Consolazione
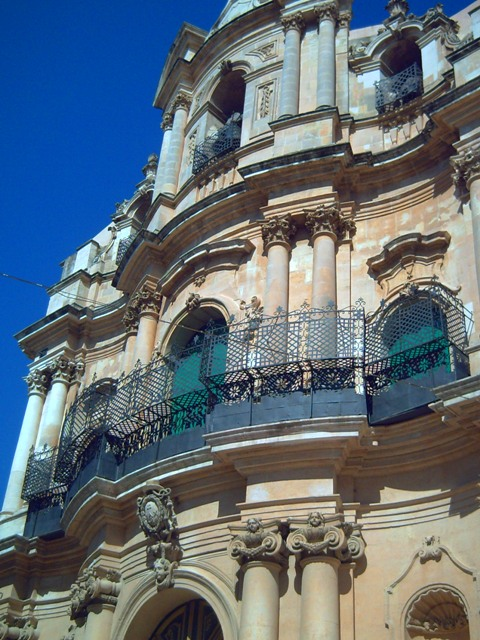
Chiesa di San Giovanni Evangelista

### Vittoria

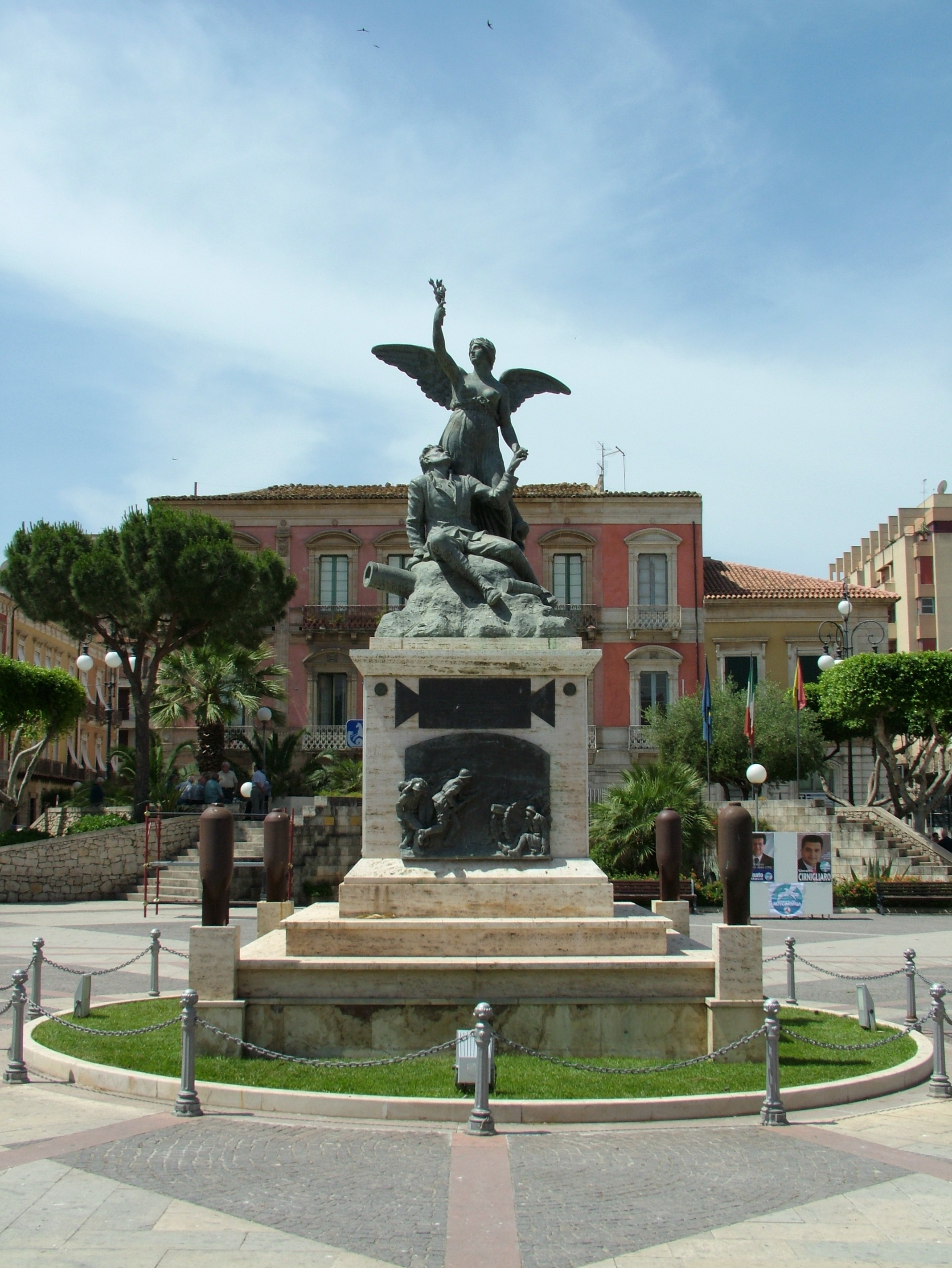
Monumento di Piazza del Popolo
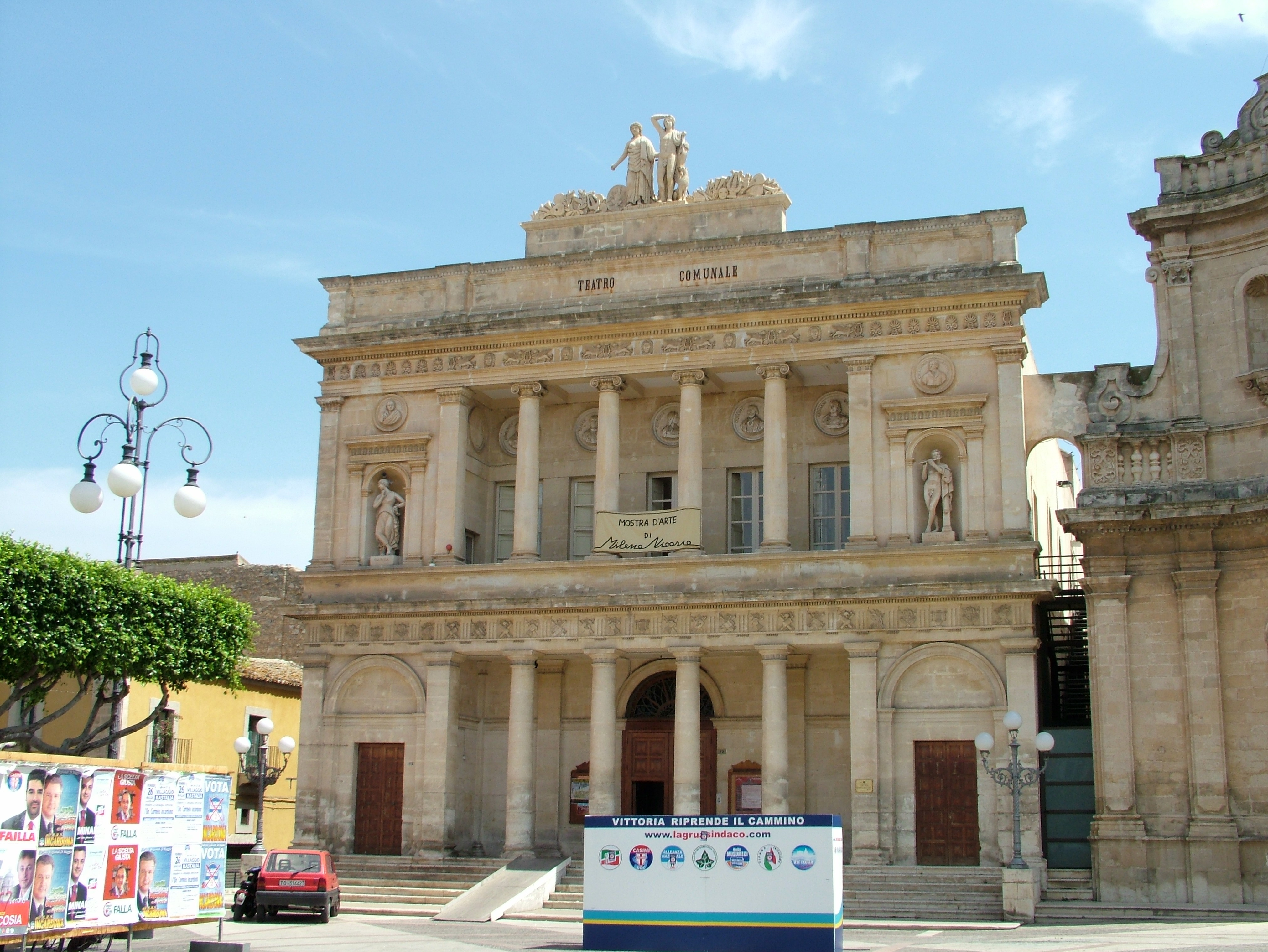
Teatro Comunale Vittoria Colonna
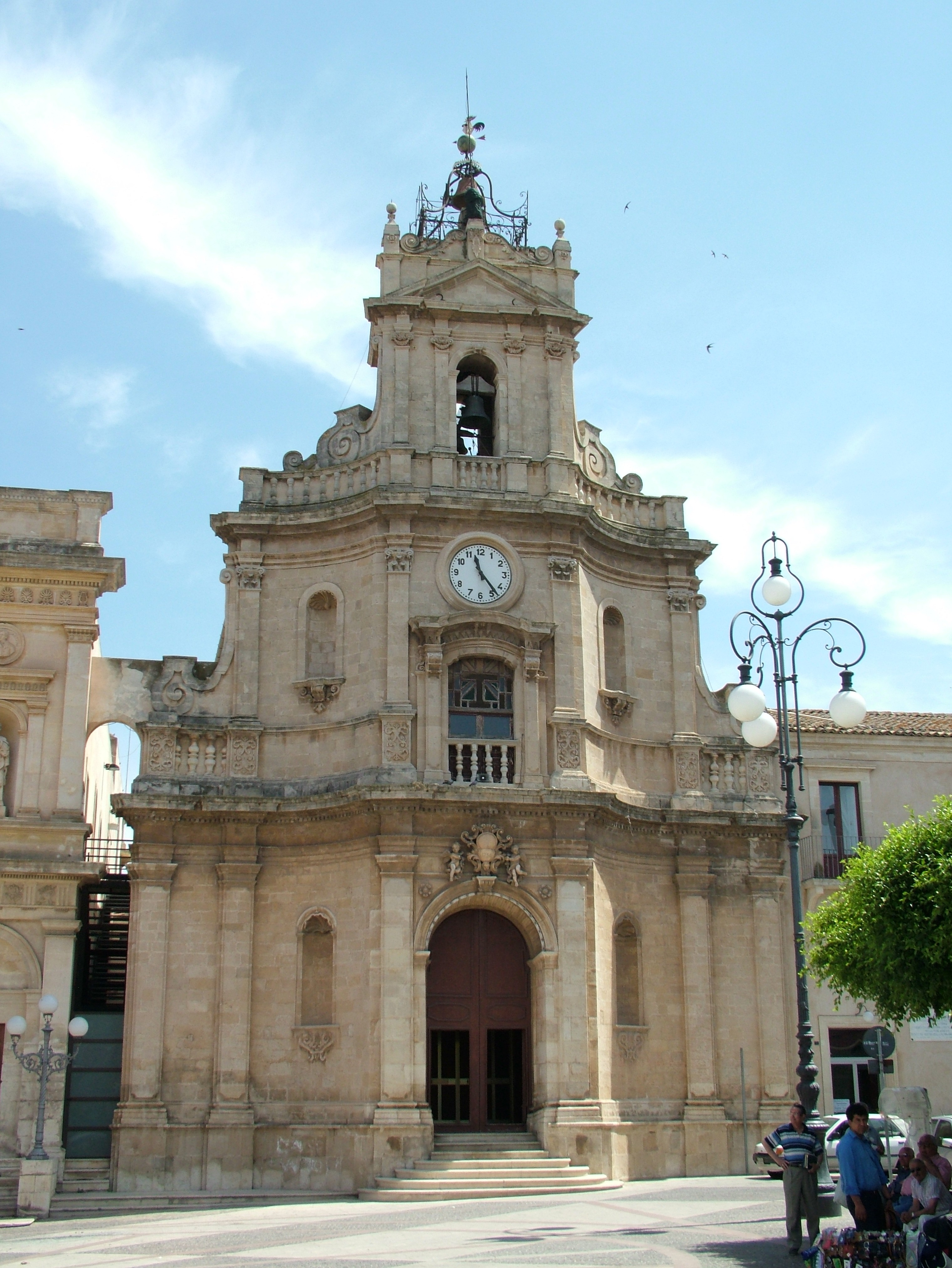
Chiesa e Convento di Santa Maria delle Grazie